# Torí
Torí (en piemontès Turin, en italià Torino) és una important ciutat industrial del nord-oest d'Itàlia, capital del Piemont, una regió situada majoritàriament a l'oest del riu Po. La població de la ciutat de Torí (segons el cens del 2022) és de 847.287 persones (els anomenats torinesos), cosa que la fa la quarta ciutat d'Itàlia, però la seva àrea metropolitana té un total de devers 1,7 milions d'habitants. La ciutat metropolitana és una de les més grans del país, amb 6.830 km², i una de les més poblades, amb 2.165.619 habitants segons el cens del 2001.
La ciutat havia estat un focus polític important a Europa. A partir del 1563 va ser la capital del Ducat de Savoia, més tard del Regne de Sardenya governat per la Casa Reial de Savoia, i també va ser la primera capital de la Itàlia unificada (el Regne d'Itàlia) del 1861 a 1865. Torí és de vegades anomenada «el bressol de la llibertat italiana» per haver estat la ciutat natal i la llar de notables persones que van contribuir al Risorgimento, tals com Camillo Benso de Cavour.

## Història
El nom de la ciutat prové de TAU, paraula cèltica que significa «muntanyes». En temps preromans, a l'àrea s'hi establiren els taurins i a la ciutat l'anomenaren Tauràsia; fou ocupada per Anníbal i va passar a Roma encara amb el nom de Tauràsia. Els romans hi van aixecar un campament militar (Castra Taurinorum), més endavant dedicat a August (Augusta Taurinorum). La típica trama urbana romana, amb carrers en angle recte, encara es pot observar en la ciutat moderna. Capital del ducat de Savoia des del segle xvi i del Regne de Sardenya-Piemont de 1720 a 1861, a partir d'aquest any Torí va esdevenir la capital de la recentment proclamada Itàlia unida. El 1865 la capitalitat fou traslladada a Florència, i des de 1871 es troba a Roma.

## Geografia
Torí s'alça en una plana delimitada aproximadament pels rius Stura di Lanzo, Sangone i Po (que travessa la ciutat de sud a nord). També està banyada pel Dora Riparia. El Po accentua la divisió entre les parts aturonades de la ciutat i la part de la plana, compresa entre els 280 i els 220 metres sobre el nivell del mar que baixa d'oest a est. La ciutat està situada a 45° 04′ de latitud nord i 7° 42′ de longitud est.

## Demografia
| 1901    | 1911    | 1921    | 1931    | 1961      | 1981      | 1991    | 2001    | 30 juny 2010 | 1r gener 2016 | 30 juny 2016 | 1r gener 2017 | 1r gener 2018 | 1r gener 2019 | 1r gener 2020 | 1r gener 2023 |
| 329.691 | 415.667 | 499.823 | 590.753 | 1.025.822 | 1.117.154 | 962.507 | 865.263 | 908.318      | 890.529       | 889.600      | 886.837       | 882.523       | 875.698       | 870.952       | 841.600       |

L'any 2009, la ciutat pròpiament dita tenia una població d'uns 910.000 habitants, la qual cosa suposa un augment significatiu respecte a la xifra del cens de 2001. Aquest resultat es deu a una immigració creixent del Sud d'Itàlia i de l'estranger. Aproximadament el 13,5% (122.946) de la població està formada per estrangers, la majoria procedeix de Romania (51.017), Marroc (22.511), Albània (9.165), Xina (5.483) i Moldàvia (3.417). Com moltes ciutats del nord d'Itàlia, hi ha una gran proporció de pensionistes en comparació amb els joves. Al voltant del 18% de la població té menys de 20 anys, mentre que el 22% té més de 65 anys. La població de l'àrea urbana de Torí suma 1,7 milions d'habitants, ocupant el quart lloc a Itàlia, mentre que l'àrea metropolitana de Torí té una població de 2,2 milions d'habitants. La mitjana d'edat és de 43,7 anys.

## Economia
La ciutat és avui dia un important centre industrial, conegut sobretot per tenir la seu central i les principals línies de producció de l'empresa automobilística Fiat. A la ciutat es troba el famós edifici Lingotto, que a la seva època fou la fàbrica de cotxes més gran del món, i que ara funciona com a centre de convencions, sala de concerts, galeria d'art, centre comercial i hotel.
Torí també és famosa per la producció de xocolata i dels bombons anomenats gianduiotto (el nom dels quals prové de Gianduia, un dels personatges locals de la Commedia dell'Arte). La ciutat ha vist néixer importants empreses italianes. A part de la Fiat, a Torí s'hi han fundat també la companyia telefònica SIP (després Telecom Italia), l'EIAR (més endavant RAI), Lavazza, Cirio, Lancia i bancs importants com l'Istituto Bancario San Paolo. Bressol del cinema italià, des de fa un temps és una localització molt apreciada per a l'ambientació i la producció de pel·lícules.

## Govern
Fins al 2021, l'economista Chiara Appendino, del Moviment 5 Estrelles, fou l'alcaldessa (sindaca) de Torí, un càrrec que és triat per elecció directa dels ciutadans cada quatre anys. La succeí Stefano Lo Russo, geòleg i catedràtic de la universitat pública Politécnico di Torino.

## Llocs d'interès
Un dels símbols principals de la ciutat és la Mole Antonelliana, on es troba el Museu Nacional del Cinema d'Itàlia. La catedral de Sant Joan Baptista guarda el Sant Sudari, una antiga peça de roba de lli amb una cara d'home impresa, que es diu que era el llençol que va embolcallar Jesús a la tomba. El Museo Egizio conté la col·lecció d'antiguitats egípcies més important del món després del Museu del Caire.
Torí ofereix un circuit de gran interès històric i arquitectònic: les residències dels Savoia (Residenze Sabaude). A més del Palau Reial, residència oficial dels Savoia fins a 1865 que inclou els Jardins Reials, dins el circuit hi trobem palaus, residències i castells localitzats al centre de la ciutat i a les localitats de la rodalia. A Torí hi ha el Palazzo Chiablese, l'Armeria Reial, la Biblioteca Reial, el Palau Madama, el Palazzo Carignano, la Villa della Regina i el castell del Valentino. A la rodalia de la ciutat, es poden visitar els castells de Rivoli, Moncalieri, Venaria, Agliè, Racconigi i Govone. A Stupinigi es pot admirar el Pavelló de Caça de Juvarra i també hi ha una residència reial a Pollenzo. En molts d'aquests edificis (sobretot el de Rivoli, on es troba el museu homònim) tenen lloc esdeveniments, exposicions i iniciatives culturals no tan sols d'interès local. El 1997, aquest complex d'edificis històrics fou declarat Patrimoni de la Humanitat per la UNESCO.
Altres monuments interessants són la basílica de Superga (panteó dels Savoia), les Portes Palatines, el Borgo Medioevale (pavelló de l'Exposició Universal de 1884) i el Palazzo Cavour.

### Centre de la ciutat
L'arquitectura històrica de Torí és predominantment barroca i es va desenvolupar sota el Regne de Sardenya. No obstant això, el carrer principal del centre de la ciutat, Via Roma, va ser construït durant l'època feixista (del 1931 al 1937) com a exemple del racionalisme italià, en substitució d'antics edificis ja presents en aquesta zona.

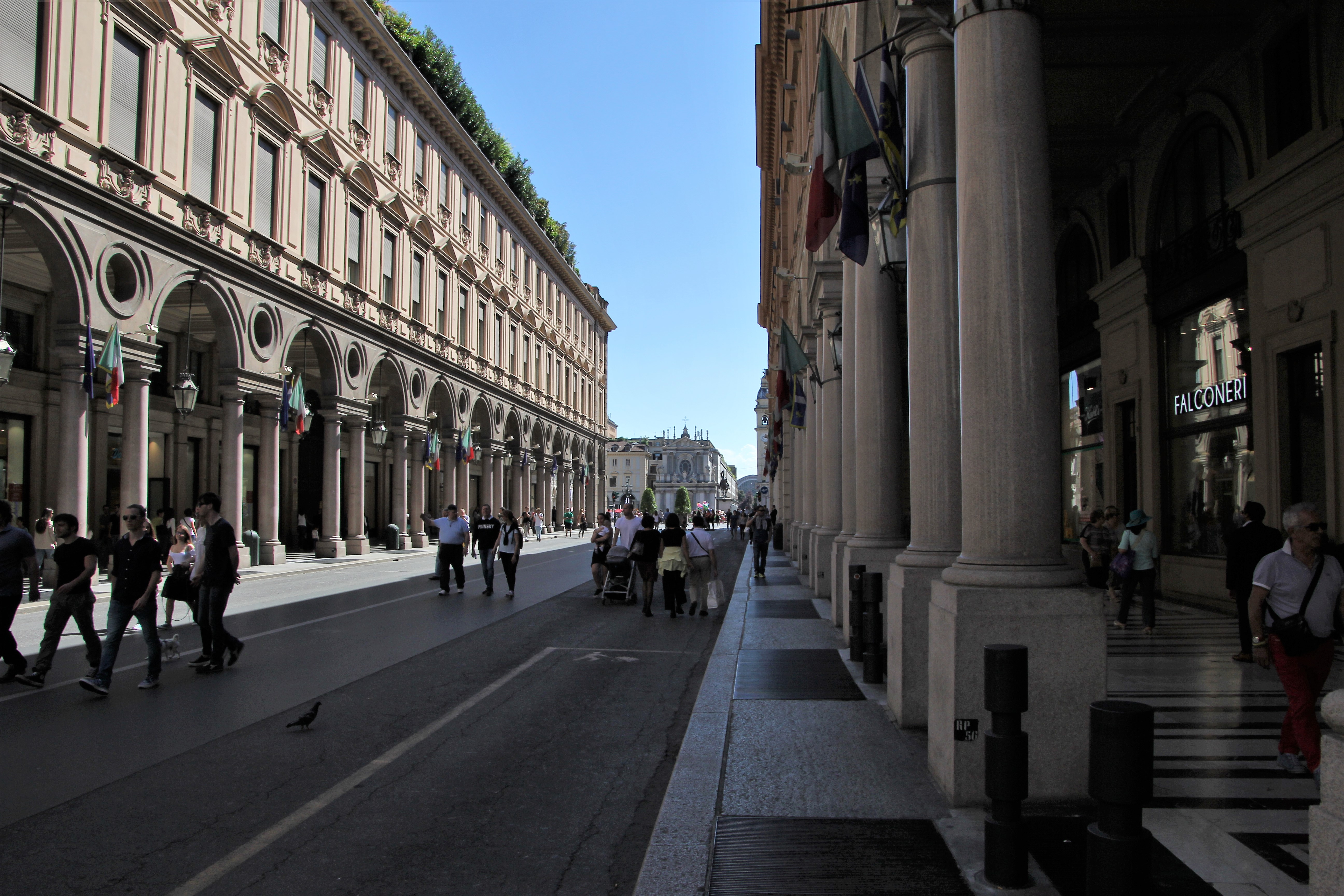
Via Roma

Via Roma transcorre entre Plaça Carlo Felice i la Piazza Castello. Els edificis a la part entre la plaça Carlo Felice i la plaça San Carlo van ser dissenyats per l'arquitecte racionalista Marcello Piacentini. Aquests blocs van ser construïts en un sistema reticular, compost per edificis austers de clar estil racionalista, com l'impressionant Hotel Principi di Piemonte i l'antic Hotel Nazionale a Piazza CLN. Els porxos estan construïts en un entaulament continu i senyalitzats amb columnes dobles, per ser coherents amb els de la Piazza San Carlo. El tram del carrer entre la Piazza San Carlo i la Piazza Castello es va construir en un estil eclèctic, amb arcades caracteritzades per arcs tipus Serliana. Avui en dia, Via Roma és el carrer de les botigues més de moda de la ciutat.
La Via Roma travessa una de les places principals de la ciutat: la Piazza San Carlo, construïda per Carlo di Castellamonte al segle xvii. Al mig de la plaça s'alça el monument equestre a Manuel Filibert de Savoia, també conegut com a Caval ëd Brons en dialecte local («Cavall de bronze»); el monument representa el duc enfundant la seva espasa després de la batalla de Sant Quintí (1557). Els arcs de la Piazza San Carlo acullen els cafès més antics de la ciutat, com ara el Caffé Torino i el Caffé San Carlo.

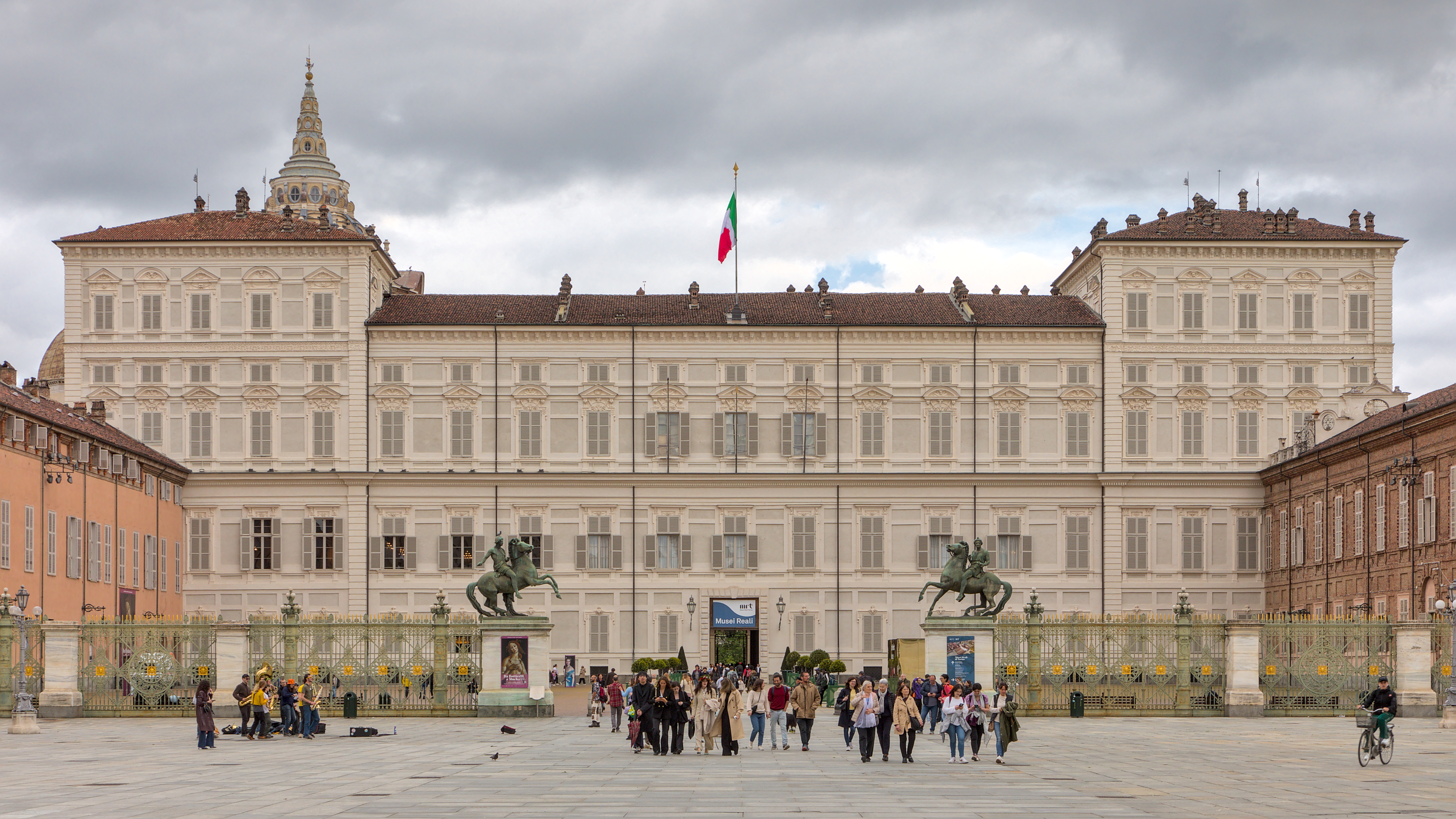
Piazza Castello amb el Palazzo Reale (Palau Reial) al fons

A l'extrem nord de la Via Roma s'alça la Piazza Castello, considerada com el cor de la ciutat. La plaça mig per als vianants acull alguns edificis significatius com el Palazzo Reale (antiga casa reial de Savoia), el Palazzo Madama (que anteriorment va acollir el senat de Savoia i, durant uns anys, el senat italià després de la unificació italiana), l'antic Teatro Regio de Torí (reconstruït en estil modern a la dècada de 1960, després de ser destruït per un incendi), la Biblioteca Reial de Torí que acull l'autoretrat de Leonardo da Vinci, i l’església reial barroca de San Lorenzo. A més, la Piazza Castello acull un edifici d'època feixista, la Torre Littoria, una mena de gratacels que havia de convertir-se en la seu del partit feixista, encara que mai va servir com a tal. L'estil de l'edifici és força diferent de l'estil barroc de Piazza Castello. La plaça acull regularment els principals esdeveniments oberts de la ciutat, concerts en directe inclosos.

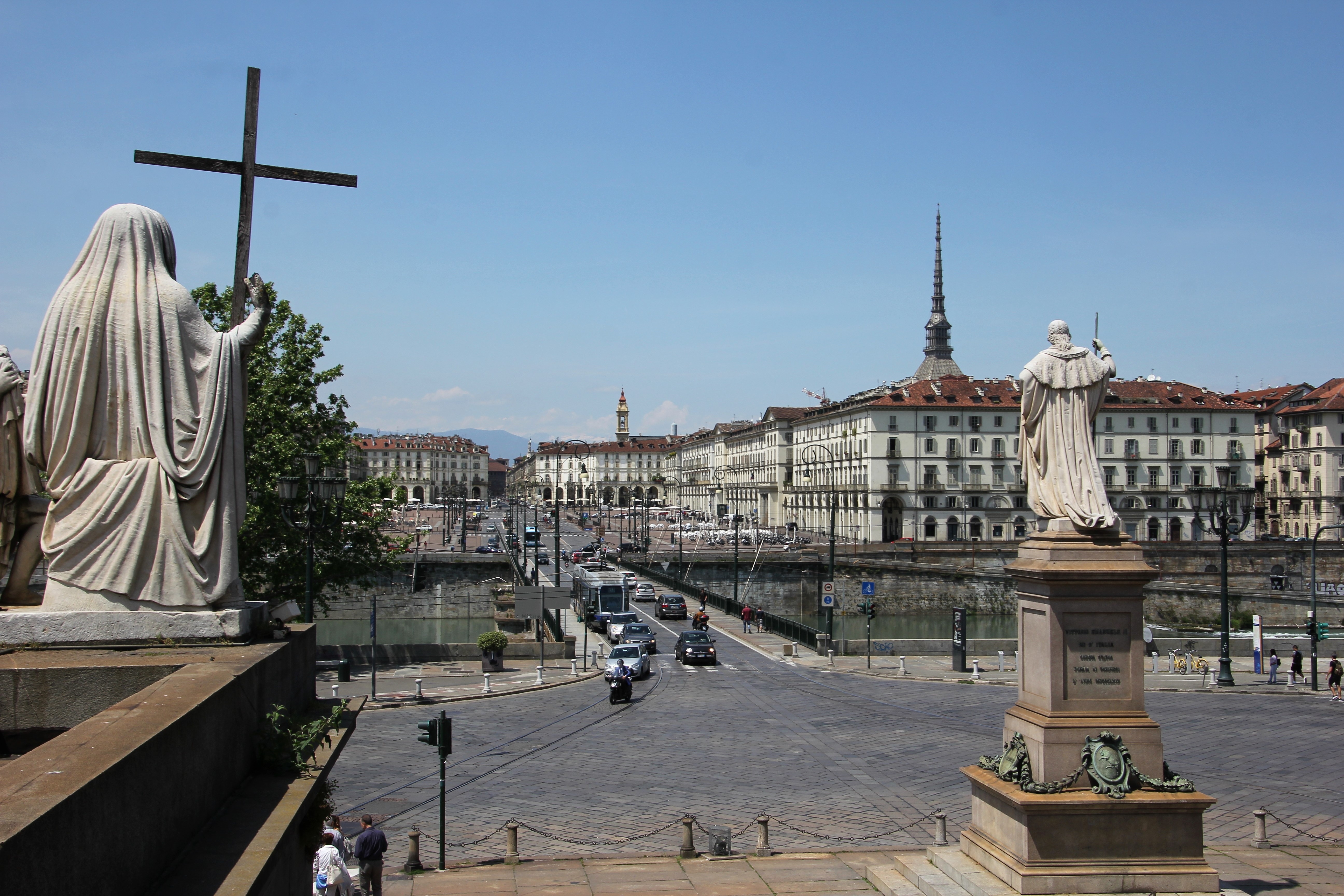
Plaça Vittorio Veneto

Pel que fa a la part sud del carrer, la Via Roma acaba a la plaça Carlo Felice i al seu Giardino Sambuy, un ampli jardí tancat just al mig de la plaça. Davant de la plaça Carlo Felice s'alça la monumental façana de l'estació de ferrocarril de Porta Nuova, l'estació central de la ciutat construïda entre 1861 i 1868 per l'arquitecte Alessandro Mazzucchetti. L'edifici de passatgers es va renovar per acollir un centre comercial i oficines d'atenció als viatgers més eficients. No obstant això, encara és un exemple d'arquitectura monumental, amb el seu vestíbul senyorial i alguns llocs d'interès barroc, com la Sala Reale (antiga sala d'espera reial).
A la Piazza Castello conflueixen alguns dels principals carrers del centre de la ciutat. Entre elles, una de les més significatives és la Via Po porticada, construïda per Amedeo di Castellamonte l'any 1868 i amb alguns edificis interessants, com el primer i original edifici de la Universitat de Torí i l'històric Caffè Fiorio, que era el cafè preferit dels polítics del segle xix. La Via Po acaba a la Piazza Vittorio Veneto (simplement anomenada localment Piazza Vittorio), la plaça barroca més gran d'Europa i avui cor de la vida nocturna de Torí. La Piazza Vittorio compta amb els bars més de moda i no gaire lluny d'aquí, a la vora del Po, els molls de Murazzi acollien fins fa uns anys diversos bars i discoteques obertes fins al matí.

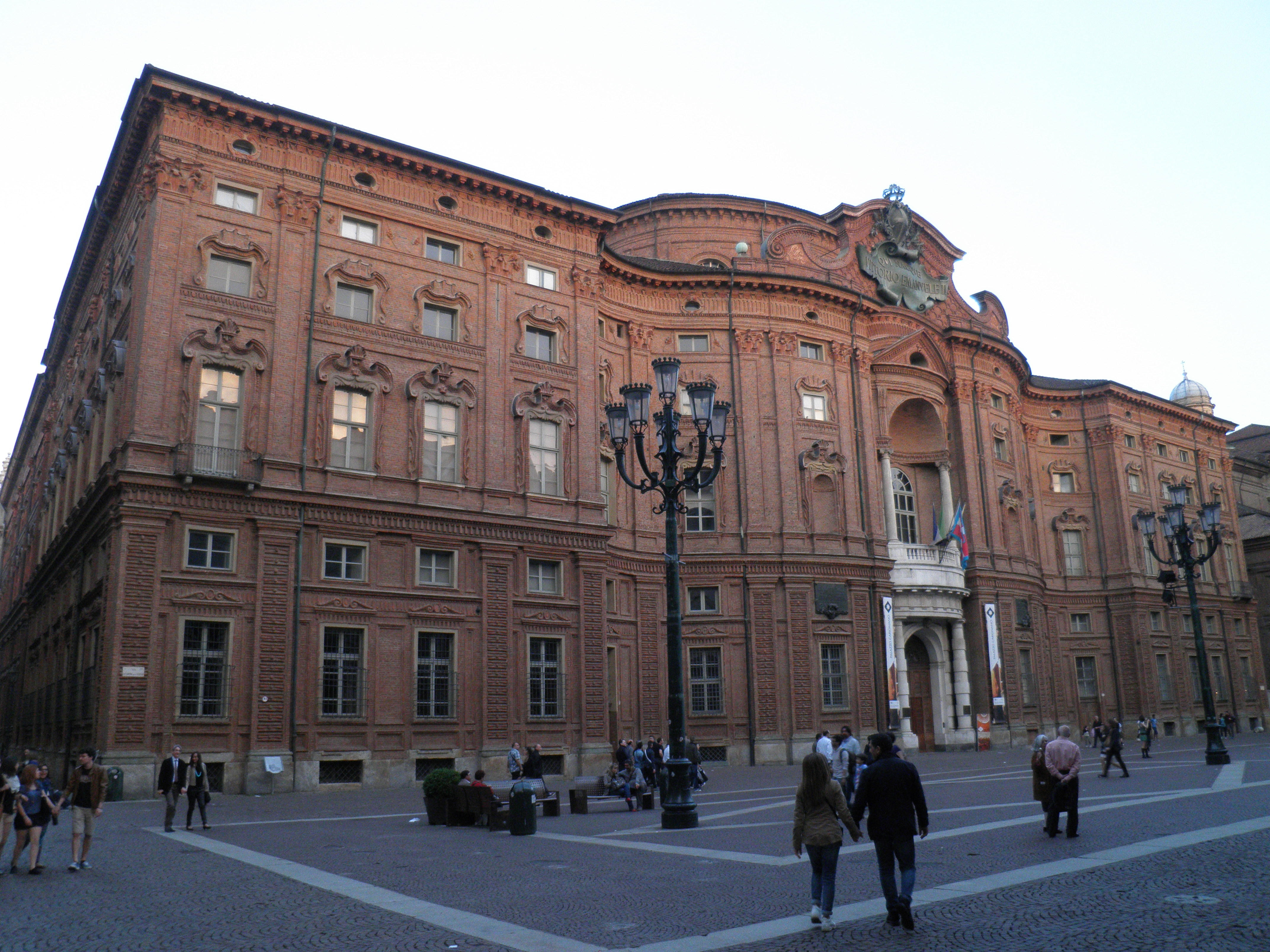
Façana barroca del Palazzo Carignano, el Museu del Risorgimento

Paral·lelament a la Via Roma, els altres dos carrers de vianants populars, a saber, Via Lagrange i Via Carlo Alberto, travessen el nucli antic des de la Via Po fins al Corso Vittorio Emanuele II. La seva conversió en zona de vianants recent ha millorat la seva vocació comercial original. En particular, Via Lagrange ha augmentat recentment la presència de botigues de luxe. Aquest carrer també acull el Museu Egipci de Torí, que acull el que es considera una de les col·leccions més grans d'antiguitats egípcies fora d'Egipte.
Via Lagrange i Via Carlo Alberto travessen dues places significatives de la ciutat, respectivament. La primera creua la Piazza Carignano, coneguda principalment per la façana barroca ondulada «còncava-convex-còncava» del Palau Carignano. Aquest edifici antigament acollia el Parlament Subalpino (el «Parlament Subalpí», Parlament del Regne de Sardenya que també esdevingué Parlament italià durant uns anys, després de la unificació italiana) i avui acull el Museu del Risorgimento. A la plaça també hi ha el Teatre Carignano, un teatre barroc ben conservat. Via Carlo Alberto creua la Piazza Carlo Alberto, una gran plaça que acull la façana posterior del Palazzo Carignano, d'estil eclèctic. A l'altre costat s'alça la monumental Biblioteca Nazionale (Biblioteca Nacional).

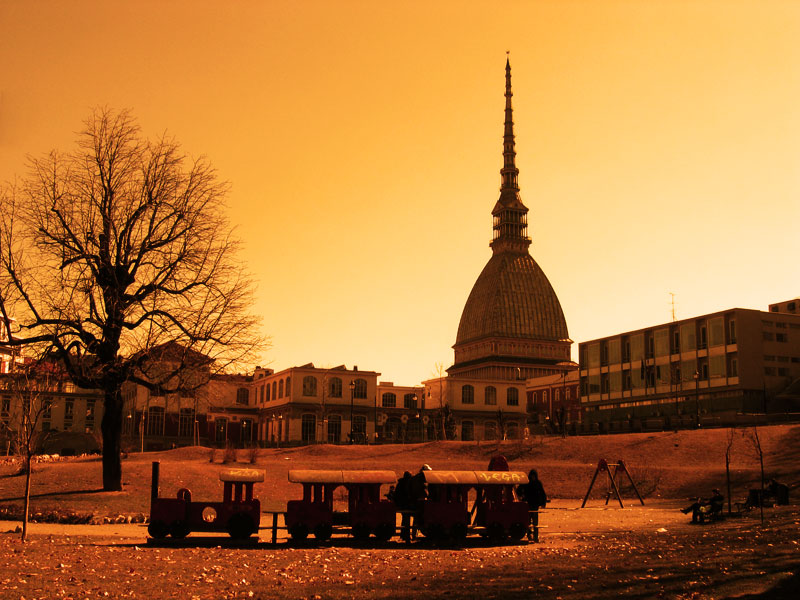
Mole Antonelliana fa uns anys

No gaire lluny de la Via Po s'alça el símbol de Torí, és a dir, la Mole Antonelliana, anomenada així en honor de l'arquitecte que la va construir, Alessandro Antonelli. La construcció va començar l'any 1863 com a sinagoga jueva. Actualment, acull el Museu nacional del cinema i es creu que és el museu més alt del món amb 167 m (548 peus). L'edifici està representat a la moneda italiana de 2 cèntims.
Just darrere de la Piazza Castello s'alça la catedral de Torí, dedicada a Sant Joan Baptista, que és l'església principal de la ciutat. Va ser construït entre 1491 i 1498 i es troba al costat d'un campanar anterior (1470). Annexada a la catedral hi ha la capella del Sant Sudari, l'actual lloc de descans del Sant sudari. La capella es va afegir a l'estructura el 1668-1694, dissenyada per Guarini. La basílica de Corpus Domini va ser construïda per celebrar un suposat miracle que va tenir lloc durant el saqueig de la ciutat l'any 1453, quan un soldat s'emportava una custòdia que contenia el Santíssim; la custòdia va caure a terra, mentre que l'hòstia va romandre suspesa en l'aire. L'església actual, erigida el 1610 per substituir la capella original que hi havia al lloc, és obra d’Ascanio Vitozzi.

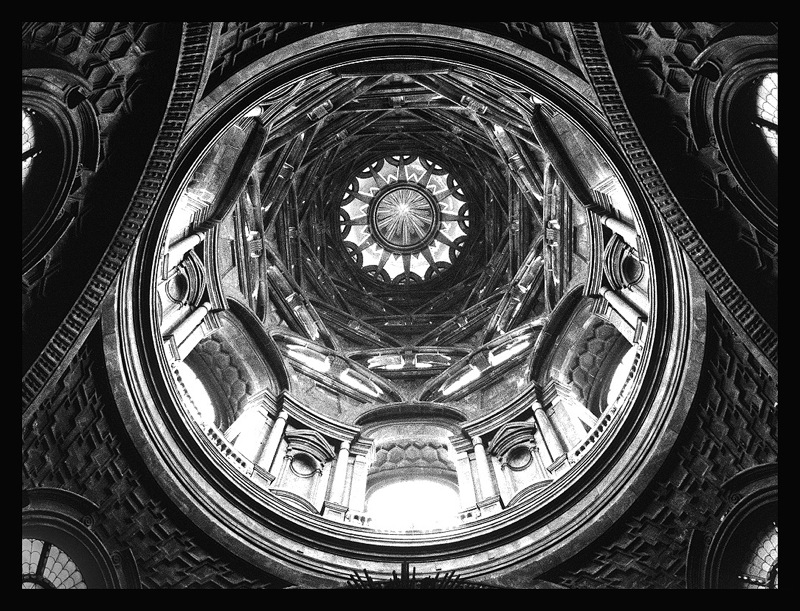
Cúpula de la catedral de Torí

Al costat de la catedral de Torí s'alcen les Torres Palatines, una antiga estructura romana-medieval que va servir com una de les quatre portes de la ciutat romana al llarg de les muralles de la ciutat de Torí. Aquesta porta permetia l'accés des del nord al cardo maximus, el segon carrer principal típic d'una ciutat romana. Les Torres Palatines es troben entre les restes romanes millor conservades del nord d'Itàlia. Prop d'aquest lloc, els 51,300 m La Piazza della Repubblica acull el mercat obert més gran d'Europa, conegut localment com a mercato di Porta Palazzo (Porta Palazzo o Porta Pila són els noms històrics i locals d'aquesta zona).
A l'oest de la Porta Palatina s'alça el Quadrilatero Romano, l'antic barri medieval recentment renovat. El barri actual es caracteritza pels seus petits carrers i els seus diversos edificis medievals i avui és conegut pels seus bars d'aperitius i les seves petites botigues dirigides per artesans locals. El centre del Quadrilatero és la Piazza Emanuele Filiberto.
Al sud del Quadrilatero Romano s'alça la Via Garibaldi, un altre carrer popular de la ciutat. És un 1 km de carrer de vianants entre Piazza Castello i Piazza Statuto que inclou algunes de les antigues botigues de la ciutat. La gran Piazza Statuto és un altre exemple de plaça barroca amb arcades.
Un altre carrer principal del centre és Via Pietro Micca, que comença a la Piazza Castello i acaba a la gran Piazza Solferino. El carrer continua per Via Cernaia fins a la Piazza XXV Dicembre, on hi ha l'antic edifici de viatgers de Porta Susa, traslladat l'any 2012 una mica més al sud. El nou i més gran edifici de passatgers està situat entre Corso Bolzano i Corso Inghilterra i és un exemple d'arquitectura contemporània, sent uns 300 m de llarg i 19 m d'alt d'estructura de vidre i acer. Porta Susa és actualment l'estació central internacional de la ciutat (trens d'alta velocitat a París) i s'està convertint en l'eix central del transport ferroviari de la ciutat, essent l'estació en la qual es troben trens locals (anomenats Ferrovie Metropolitane), trens nacionals i convergeixen trens d'alta velocitat nacionals i internacionals.

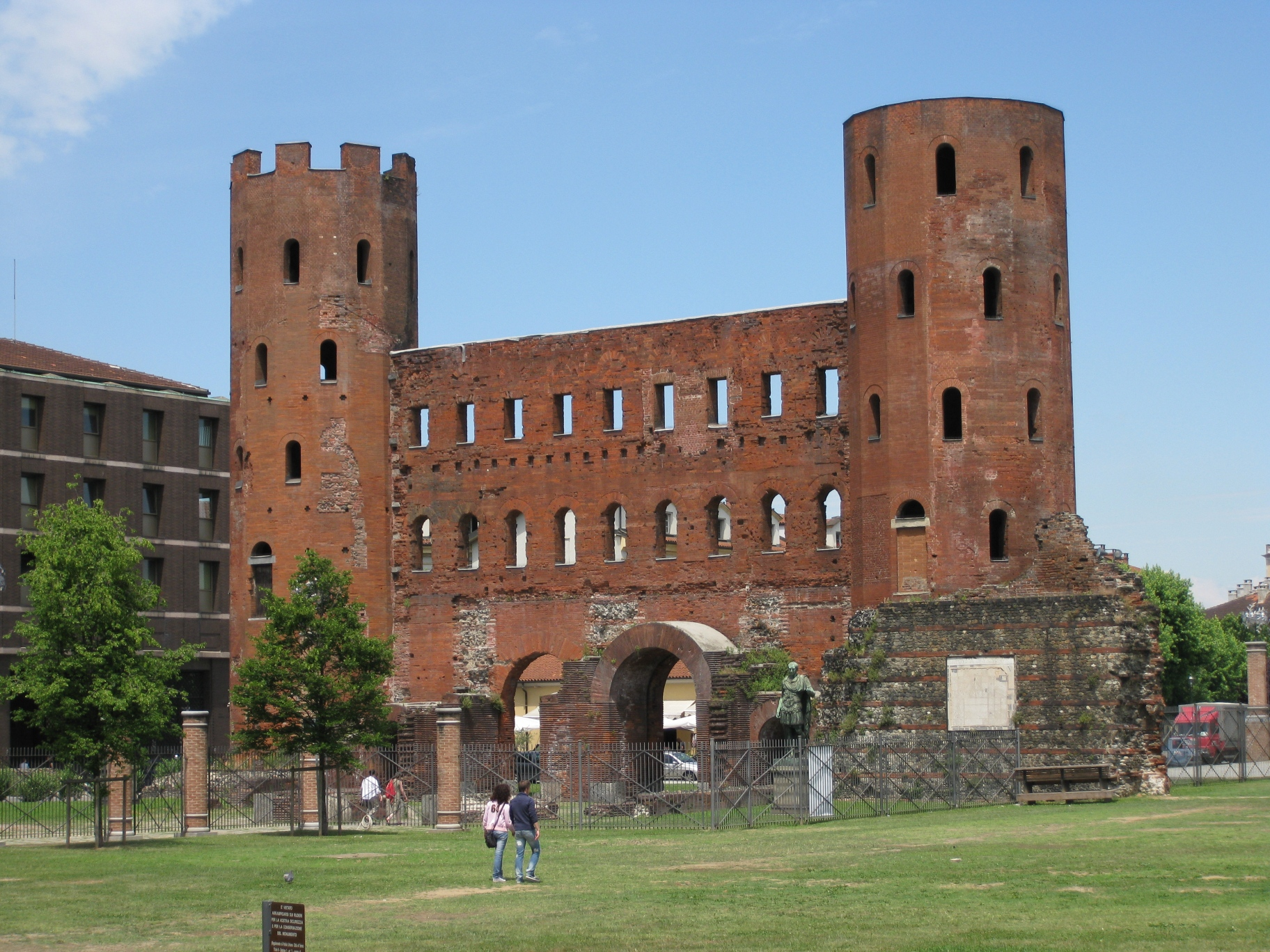
Torres Palatines

Prop de la Via Cernaia s'alça la Cittadella, al jardí d'Andrea Guglielminetti. El que queda de l'antiga fortalesa medieval i moderna de la ciutat, és un punt de partida per a un recorregut pels antics túnels sota la ciutat.

### San Salvario
Al sud-est del centre de la ciutat es troba el districte de San Salvario, que s'estén des de Corso Vittorio Emanuele II fins a Corso Bramante i està delimitat pel ferrocarril Torí-Gènova al costat oest i pel riu Po al costat est. El districte, seu d'una comunitat d'immigrants creixent, és un exemple d'integració entre diferents cultures; també compta amb una vida nocturna augmentada després de l'obertura de diversos bars i restaurants de baix cost.
Sant Salvario està travessat per dues vies principals, Via Nizza i Via Madama Cristina, i igual que el centre de la ciutat es caracteritza per la trama típica dels antics barris de Torí. El centre del districte és la Piazza Madama Cristina, que acull un gran mercat obert, mentre que diverses activitats comercials floreixen al seu voltant.

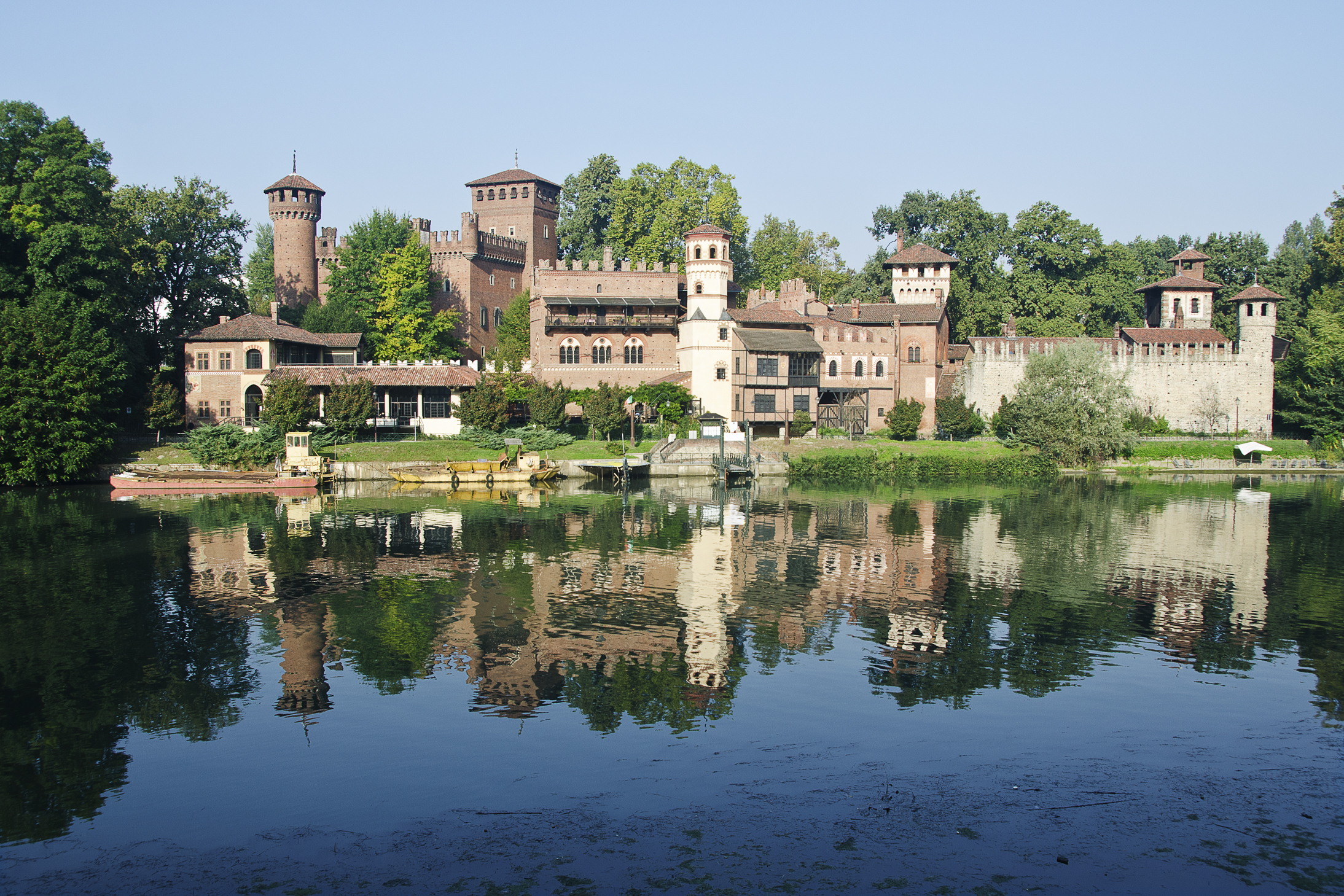
Borgo Medioevale

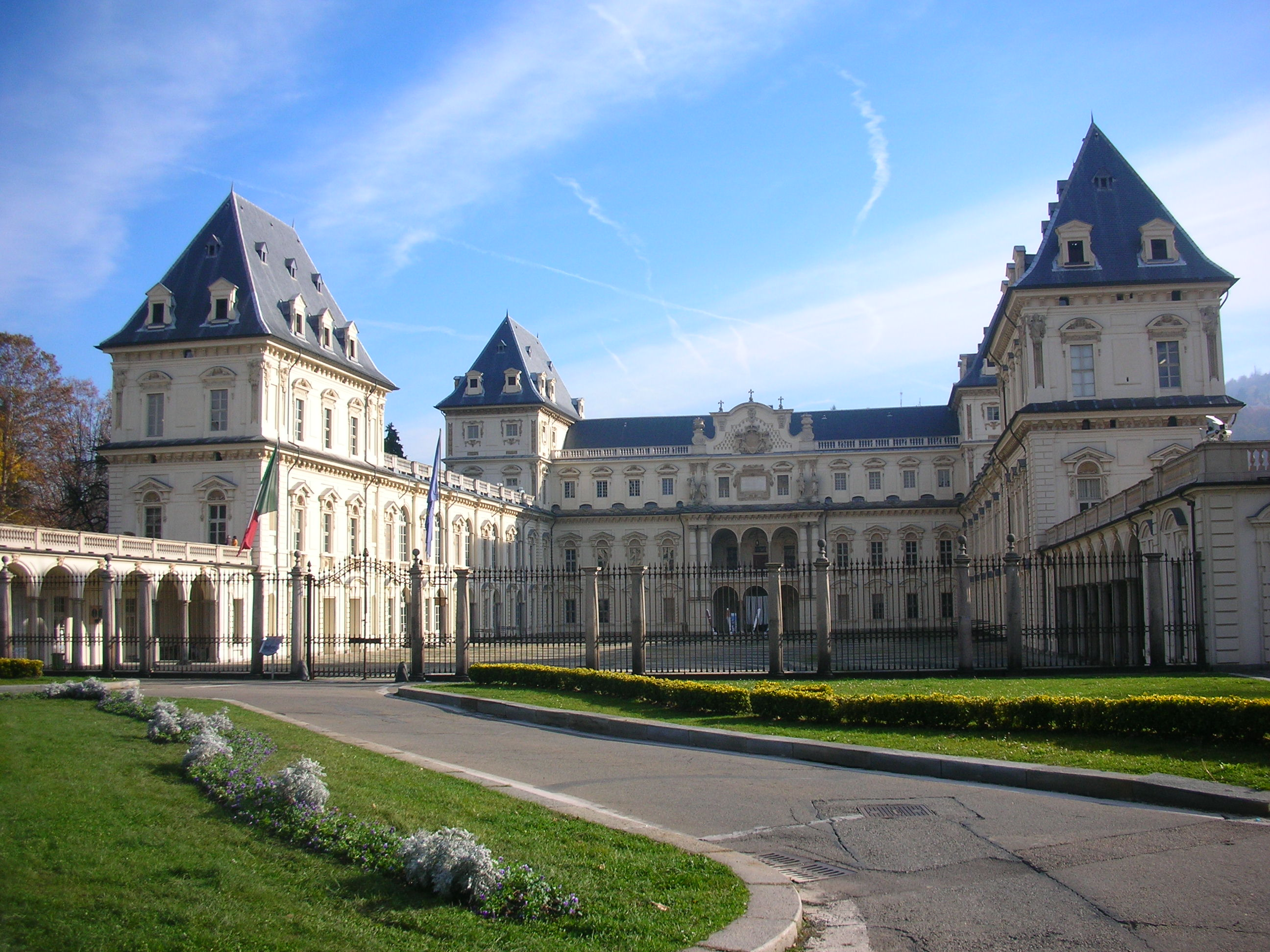
Castell del Valentino al Parc del Valentino

El Parc del Valentino està situat al costat est de San Salvario i, encara que no al centre de la ciutat, representa una mena de parc central de Torí. Gràcies a la proximitat amb el centre de la ciutat, el parc és molt popular entre la població local, tant de dia com també de nit, a causa dels diversos bars i discoteques que hi ha. Des de les terrasses del Parc del Valentino es poden apreciar moltes vistes dels turons de l'altra banda del riu.
Al centre del parc s'alça el Castell del Valentino, construït al segle xvii. Aquest castell té forma de ferradura, amb quatre torres rectangulars, una a cada angle, i un ampli pati interior amb un paviment de marbre. Els sostres dels falsos pisos superiors són en transalpí (és a dir estil francès). La façana llueix l'enorme escut de la casa de Savoia. Avui, Castello del Valentino és la facultat d'Arquitectura de la Universitat Politècnica de Torí.
Un altre conjunt d'edificis del parc és el Borgo Medioevale (poblat medieval), una rèplica dels castells medievals de muntanya del Piemont i la Vall d'Aosta, construïts per a l'Exposició Internacional de 1884.
Altres edificis de Corso Massimo d'Azeglio inclouen el complex Torino Esposizioni (la sala d'exposicions de Torí construïda a la dècada de 1930) amb una entrada monumental amb un gran porxo a tota alçada, una sala principal dissenyada per Pier Luigi Nervi en formigó armat i el Teatre Nuovo, un teatre centrat principalment en exposicions de ballet. Un altre edifici és la sinagoga més gran de la ciutat, a la Piazzetta Primo Levi, una plaça. La seva arquitectura es troba a la vista principal de la ciutat, caracteritzada per quatre grans torres (27 m d'alt) rematat per quatre cúpules en forma de ceba.

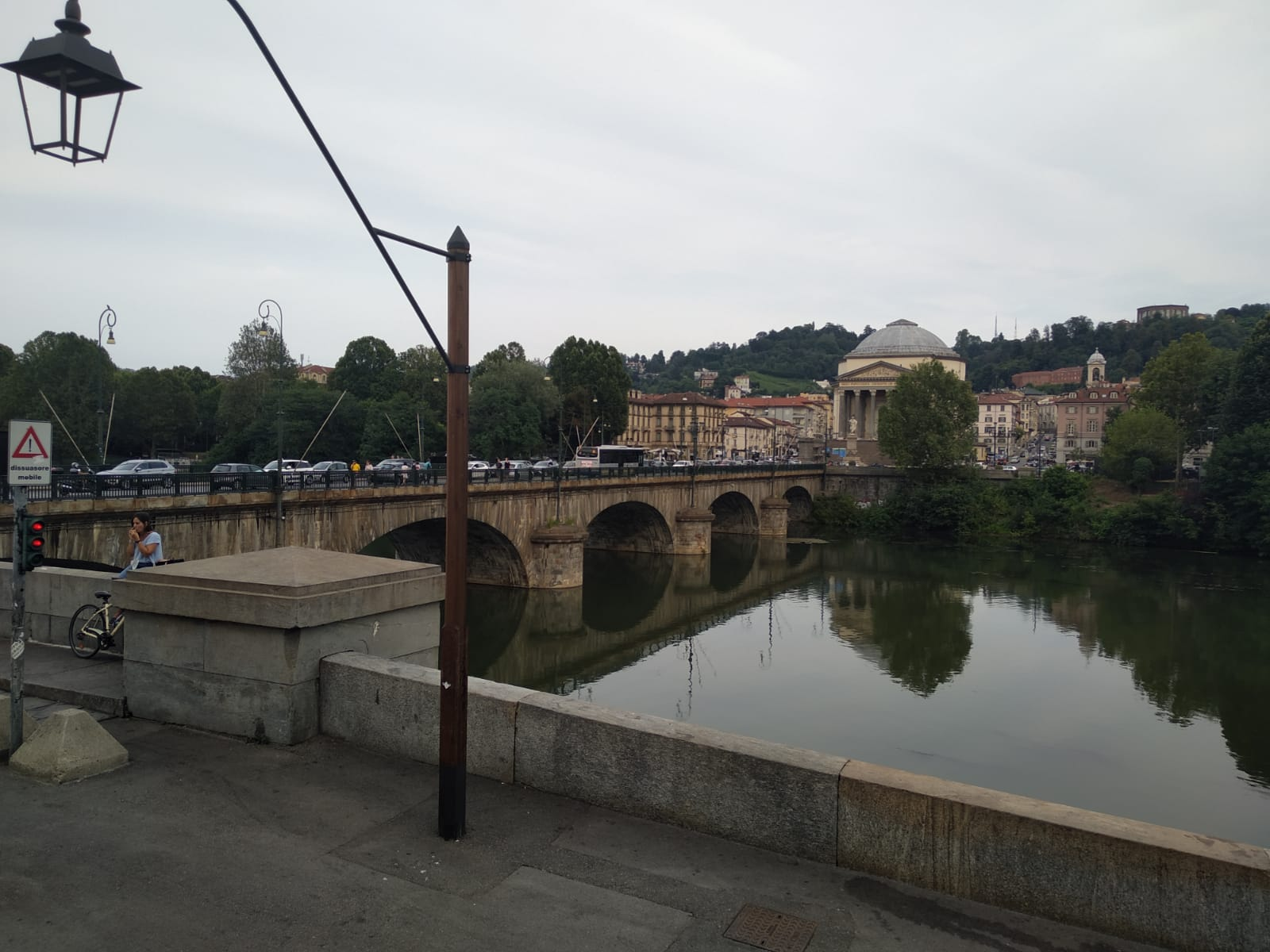
El riu Po, travessat pel pont Vittorio Emanuele I, amb l'església Gran Madre Di Dio al fons (Torí)

### Crocetta

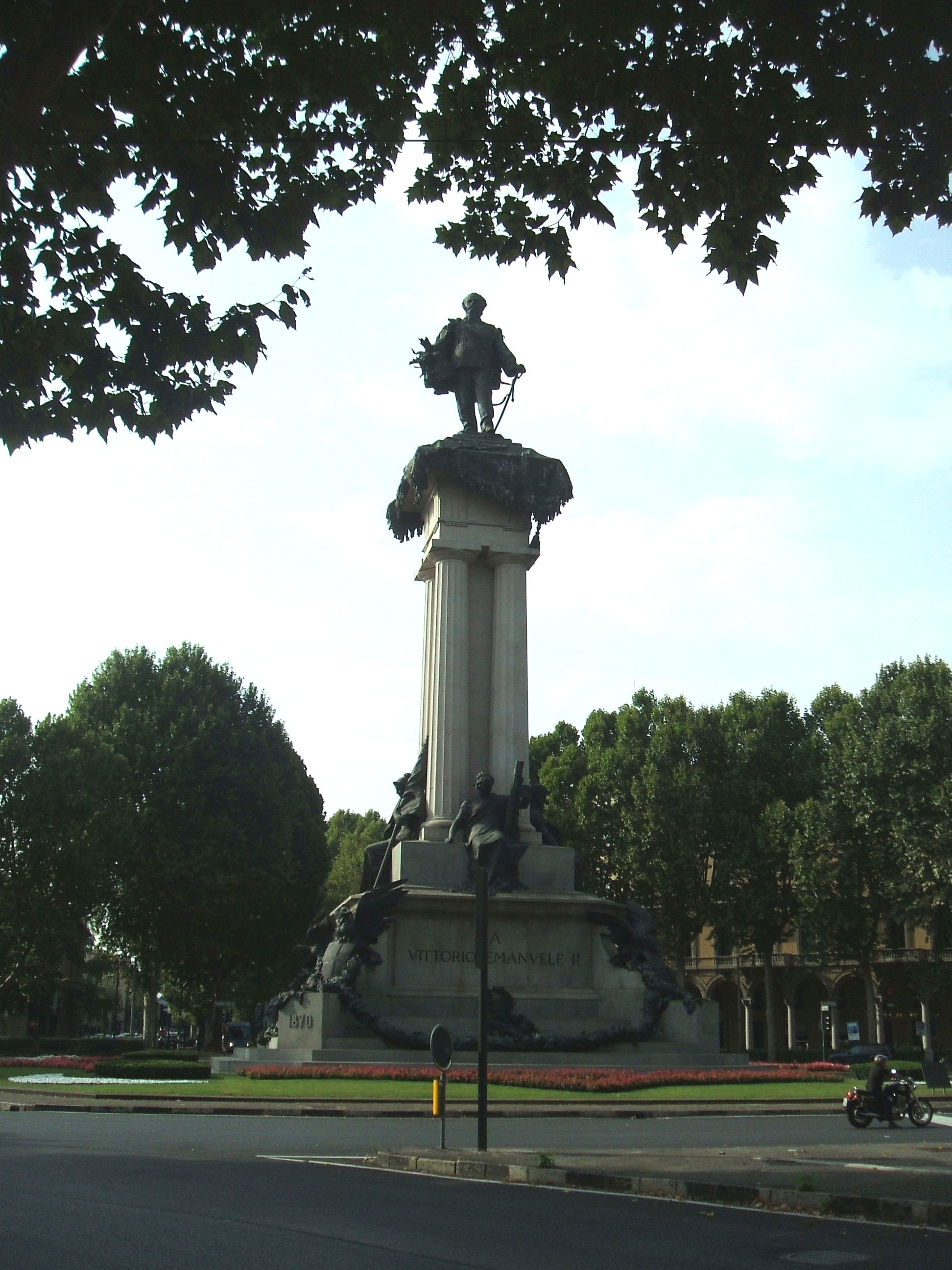
Monument a Vittorio Emanuele II

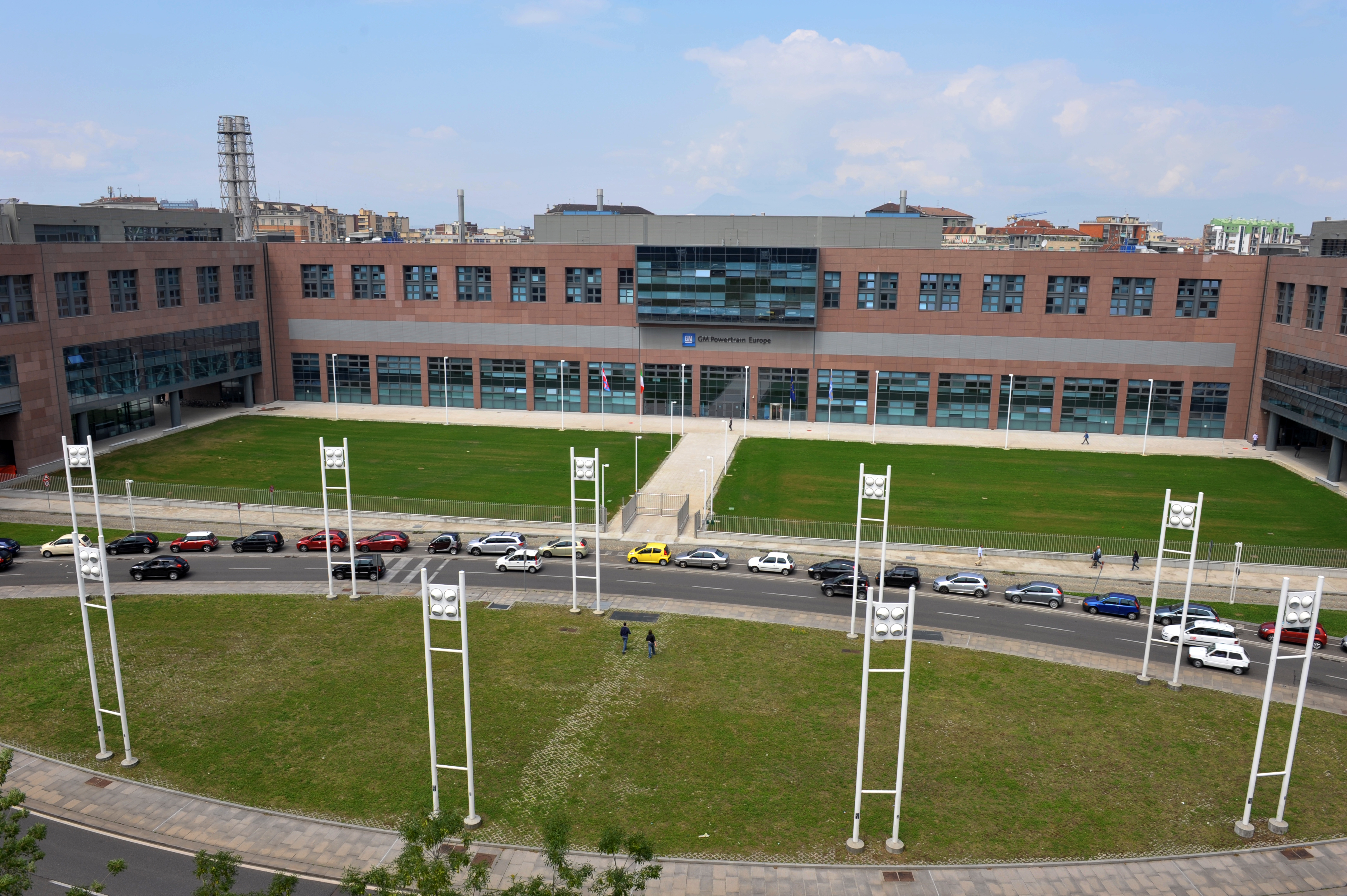
Universitat Politècnica de Torí

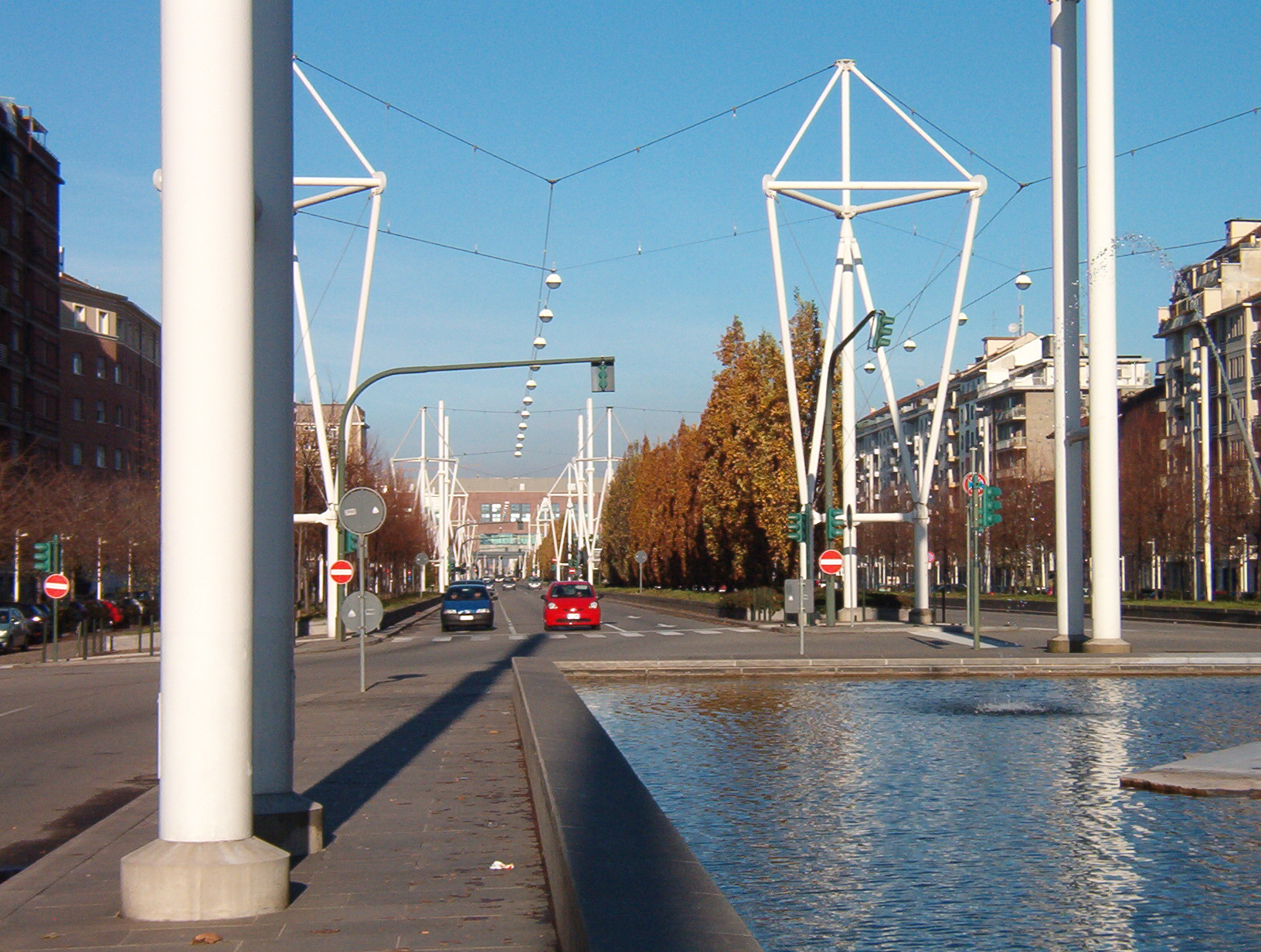
La Spina Centrale és un nou bulevard en construcció construït sobre el ferrocarril soterrat. Ja està acabat a Crocetta.

Al sud de Centro s'alça el barri de Crocetta, considerat un dels districtes més exclusius de la ciutat, a causa dels edificis residencials de gran valoració. Al cor del districte hi ha la zona parcialment de vianants travessada per Corso Trieste, Corso Trento i Corso Duca D'Aosta, un munt d'edificis residencials notables d'estil eclèctic, neogòtic i modernista. La zona es va construir entre 1903 i 1937 en substitució de l'antic pati d'armes, que es va traslladar a la part sud de la ciutat.
Al nord d'aquesta zona es troba el GAM (Galleria d'Arte Moderna), un dels dos Museus d'Art Modern de la zona metropolitana de Torí (el segon i més gran es troba al Castello di Rivoli, un antic castell reial de Savoia als suburbis). El museu s'aixeca davant d'un enorme monument situat al centre de la rotonda entre Corso Vittorio Emanuele II i Corso Galileo Ferraris: el Monument a Vittorio Emanuele II, una estàtua del rei de Savoia situada sobre una columna de 39 metres d'alçada. Al costat del museu, un altre edifici residencial important acollia anteriorment la seu de la Juventus, un dels dos principals clubs de futbol de Torí.
A l'oest d'aquesta zona, l'edifici principal de la Universitat Politècnica de Torí es troba al llarg de Corso Duca Degli Abruzzi. L'edifici de 1958, uns 122.000 m², acull uns 30.000 estudiants i és considerat un dels principals instituts de tecnologia del país, sobretot per la vocació de la ciutat per la industrialització, impulsada pel sector de l'automoció. Aquest institut s'ha ampliat recentment al districte occidental de Cenisia amb edificis moderns addicionals.
Crocetta està travessada per grans i modernes avingudes, com Corso Duca degli Abruzzi, Corso Galileo Ferraris i Corso Einaudi. Aquestes avingudes presenten llargues fileres d'arbres, símbol de la urbanitat típica de Torí. Tanmateix, l'avinguda més coneguda és Corso De Gasperi, que, encara que més petita que altres avingudes del districte, acull un dels mercats oberts més de moda de la ciutat, l'anomenat Mercato della Crocetta, en el qual és possible trobar alguns roba de marca amb descompte entre les més populars.
La frontera occidental de Crocetta és, en canvi, un exemple d'arquitectura contemporània. L'enorme avinguda, formada per Corso Mediterraneo i Corso Castelfidardo, forma part del bulevard Spina Centrale i es va construir recentment sobre l'antic ferrocarril (ara soterrat): com a resultat, l'avinguda és molt gran (fins a 60 m i modern, havent estat reconstruït amb materials valuosos, inclòs un sistema d'il·luminació característic sostingut per pals alts blancs. Aquesta avinguda acull alguns exemples d'art contemporani, com la font de l'Iglú de Mario Merz o el monument de l'Òpera per Torino de Per Kirkeby a Largo Orbassano.
El costat est del barri també es coneix com a Borgo San Secondo, que porta el nom de l'església del mateix nom que es troba a Via San Secondo, un carrer important del barri. Es troba a prop de l'estació de tren de Porta Nuova i és més antiga que la resta del districte, amb diversos edificis d'apartaments de finals del segle xix, que inclouen el lloc de naixement i la casa de l'autor Primo Levi a Corso Re Umberto. Un mercat local obert té lloc a la Piazza San Secondo i al llarg de Via Legnano. La plaça del mercat també acull l'antic safareig i banys públics del barri, entre els exemples més antics d'aquest tipus a Torí (1905).
Una de les principals vies que creuen Borgo San Secondo és la Via Sacchi, que serveix de porta ideal al centre de la ciutat: les seves arcades serlianes a la banda oest del carrer (la banda est està tancada per edificis de servei de l'estació de ferrocarril de Porta Nuova) acullen algunes botigues i hotels importants, com la pastisseria històrica Pfatisch i el Turin Palace Hotel (totalment reformat i reobert el 2015). Al sud de Via Sacchi, l'Ospedale Mauriziano és un dels antics i importants hospitals de la ciutat. Anant més cap al sud, es pot apreciar un interessant conjunt residencial d'antics habitatges públics que graviten per la Via Arquata.

### Cenisia

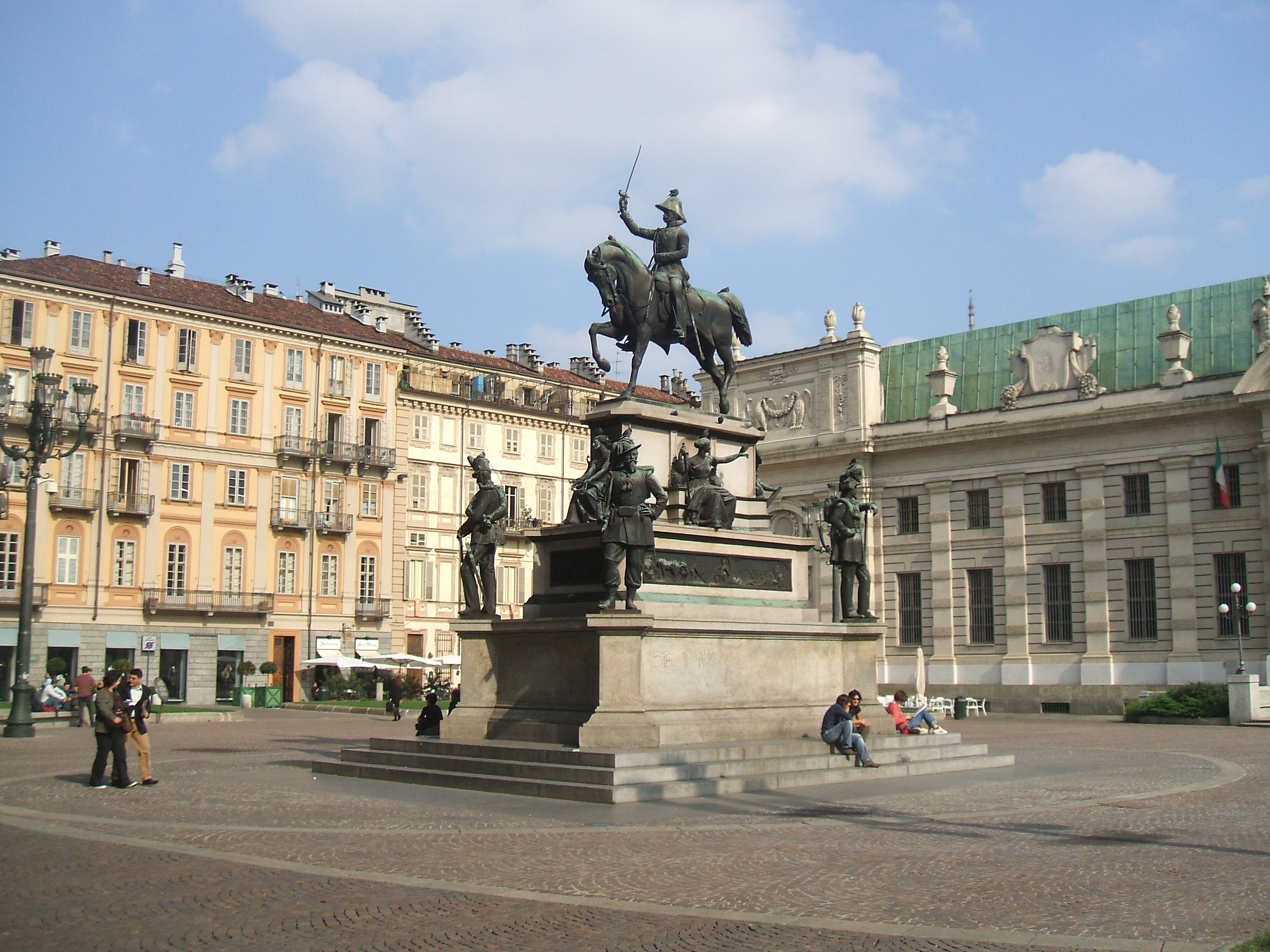
La plaça Carlo Alberto

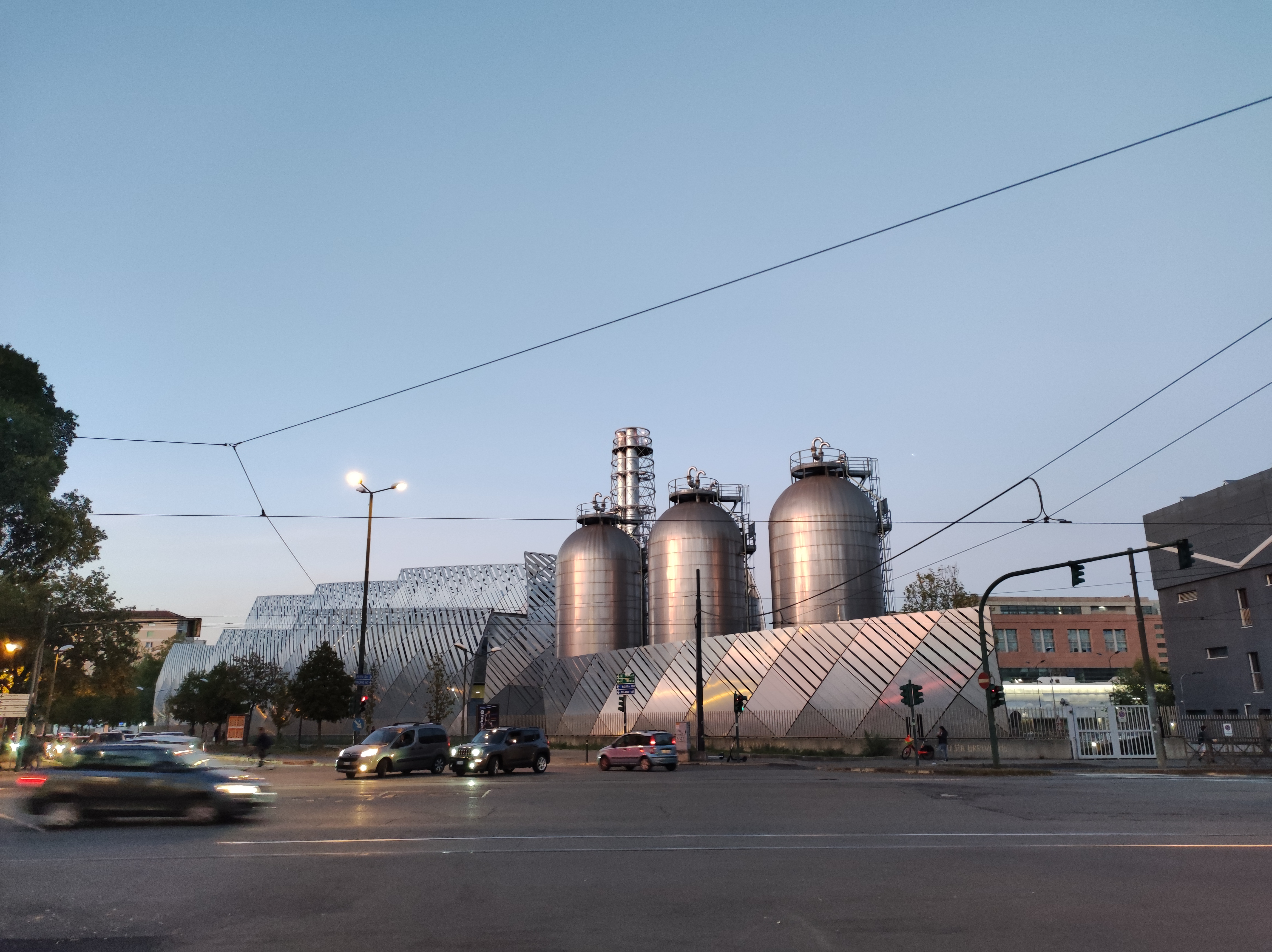
Una central de calefacció

Limitada amb Corso Castelfidardo, Corso Vittorio Emanuele II, Corso Trapani i Corso Peschiera, aquest petit districte és principalment significatiu per acollir la recent expansió de l'Institut Politècnic de Tecnologia de Torí. L'ampliació va ser possible després del soterrament del ferrocarril sota Corso Castelfidardo i la posterior eliminació dels antics edificis dedicats al manteniment dels trens presents en aquesta zona (l'anomenada Officine Grandi Riparazioni o OGR). El Politècnic va ampliar les seves instal·lacions a través de dos grans edificis de pas superiors sobre l'avinguda, vinculats a nous edificis a la banda oest. Aquest conjunt d'edificis forma una plaça evocadora amb un estil arquitectònic únic. L'edifici principal del costat oest acull un centre de recerca de General Motors, el General Motors Global Propulsion Systems (abans conegut com a General Motors Powertrain Europe). L'àrea del Politècnic s'estén fins a Via Boggio amb altres instal·lacions allotjades a les antigues instal·lacions de l'OGR. L'institut té previst construir noves instal·lacions a l'actual zona d'aparcament.
Al nord de les instal·lacions del Politècnic, l'edifici principal de l'antic clúster OGR, que consta de tres edificis conjunts paral·lels de 180 metres de llarg, es va convertir recentment en un gran espai obert que acull exposicions temporals i durant les èpoques de calor, els seus espais exteriors es van convertir en un lloc de moda per prendre un aperitiu típic italià.
Al nord d’OGR, un antic complex penitenciari anomenat Le Nuove és un exemple significatiu de l'antiga presó europea. El conjunt va ser construït entre 1857 i 1869 durant el regnat de Víctor Emmanuel II. Després de ser eliminat durant la dècada de 1990, el conjunt es va transformar en museu i es pot visitar les seves instal·lacions.
Un exemple d'art contemporani és la planta de calefacció de Corso Ferrucci, que ha estat coberta amb panells d'alumini. Un altre edifici (segle xix), avui abandonat, és l'antiga fàbrica de frens de tren Westinghouse situada a la Via Borsellino.
La zona residencial i empresarial del districte s'estén cap a l'oest, més enllà de l'antic mur duaner (ara enderrocat) (cinta daziaria), que abans separava la ciutat del paisatge principalment rural que marcava els afores de Torí fins a finals del segle xix. La planificació urbanística fora de la porta de la ciutat local (anomenada barrera de San Paolo) va portar a la construcció d'un barri industrial i obrer a principis del segle xx, tot i que les fàbriques s'han interromput, enderrocat o convertit a altres usos actualment. Juntament amb el districte de San Paolo, Cenisia acull un extens mercat ambulant al llarg de Corso Racconigi, que es coneix localment com el mercat ambulant més llarg d'Europa.

### Cit Torí

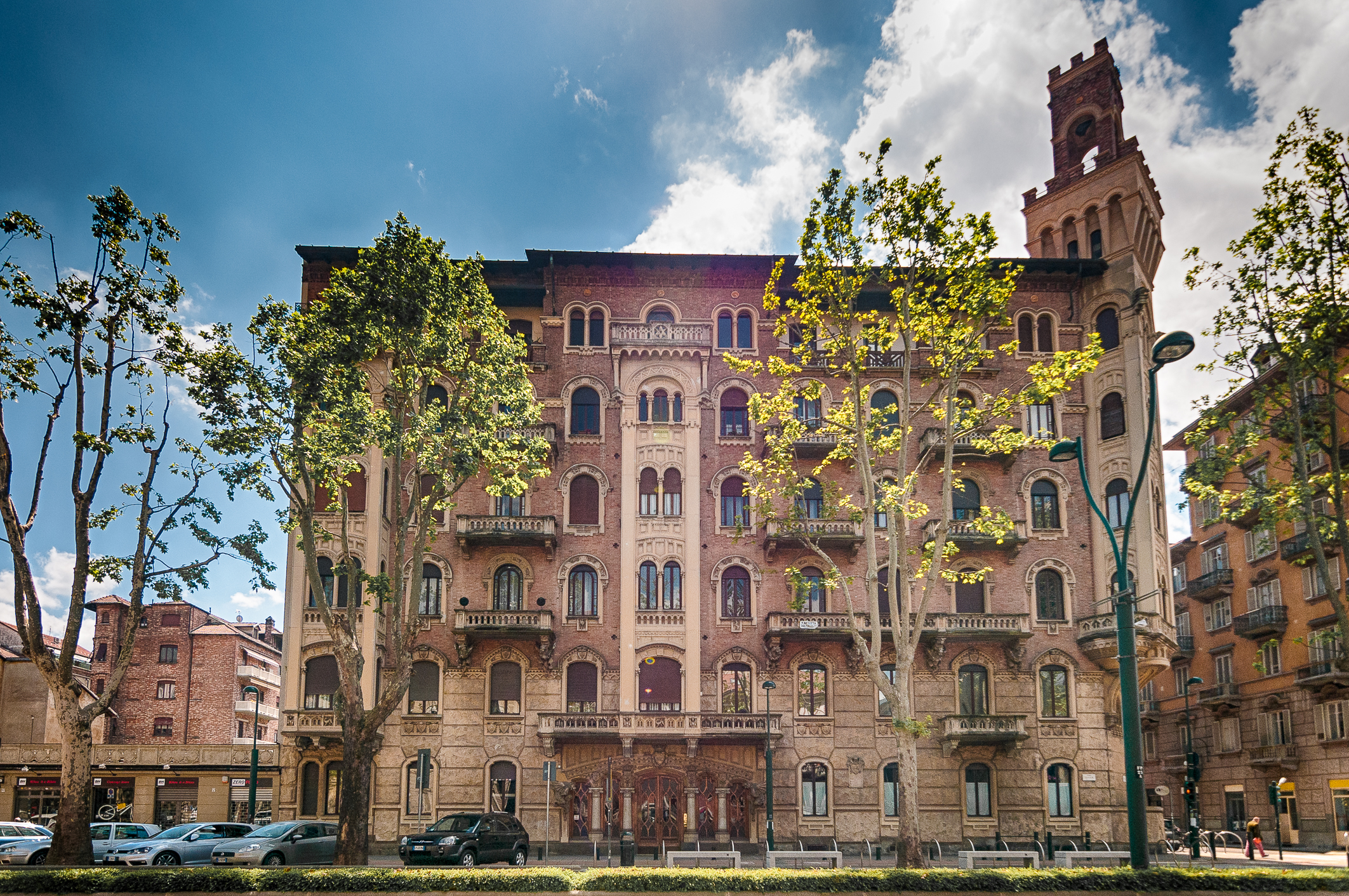
Casa della Vittoria (1918–1920) is an example of Turin's neo-gothic architecture.

El districte més petit de la ciutat és Cit Turin («Petit Torí» en llengua piemontesa). Aquest petit triangle envoltat per Corso Vittorio Emanuele II, Corso Francia i Corso Inghilterra acull alguns edificis residencials de gran valor i és considerat un barri residencial de prestigi per la gent local.

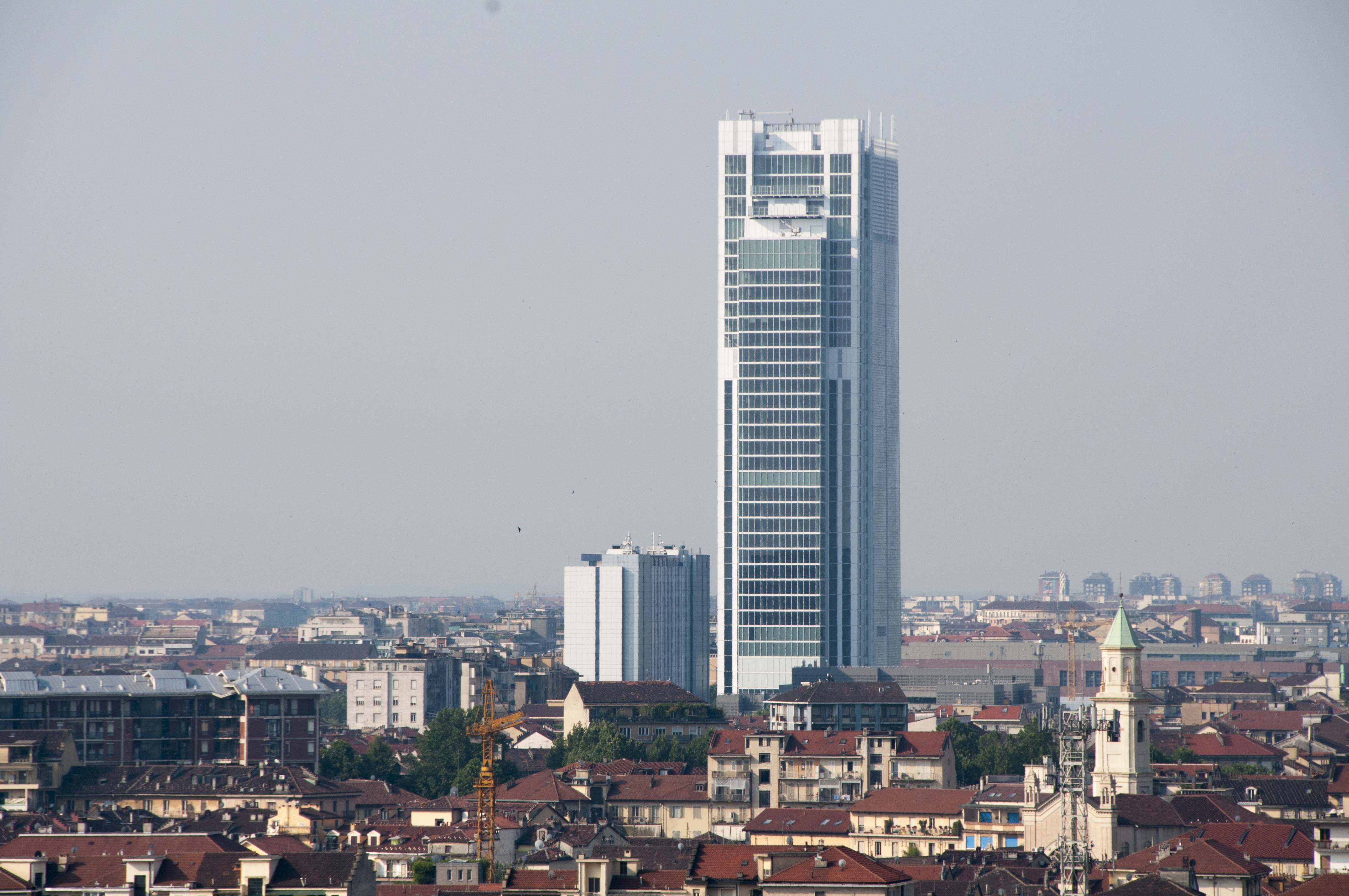
Seu del grup bancari Intesa Sanpaolo

El barri compta amb molts edificis d'estil modernista, art déco i neogòtic. Entre elles, una de les més impressionants i conegudes és la Casa della Vittoria (arquitecte Gottardo Gussoni). Un altre exemple notable és la Casa Fenoglio-Lafleur. Tots dos edificis donen a Corso Francia.
El barri és molt conegut per la seva vocació comercial principalment en els seus dos carrers principals, Via Duchessa Jolanda i Via Principi d'Acaja, idealment creuant-se entre els jardins Giardino Luigi Martini, anomenat localment Piazza Benefica, que acull un popular mercat obert.
El districte també es caracteritza per dos edificis recents massius: el Palazzo di Giustizia, el nou palau de justícia de Torí construït als anys 90 (en una instal·lació de 350 metres de llarg), i el primer gratacel real de Torí, la Torre Intesa Sanpaolo, que acullen la seu d'un dels principals bancs privats italians.

### San Donato

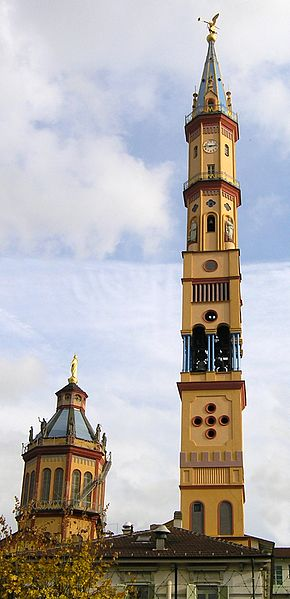
Chiesa di Nostra Signora del Suffragio i Santa Zita

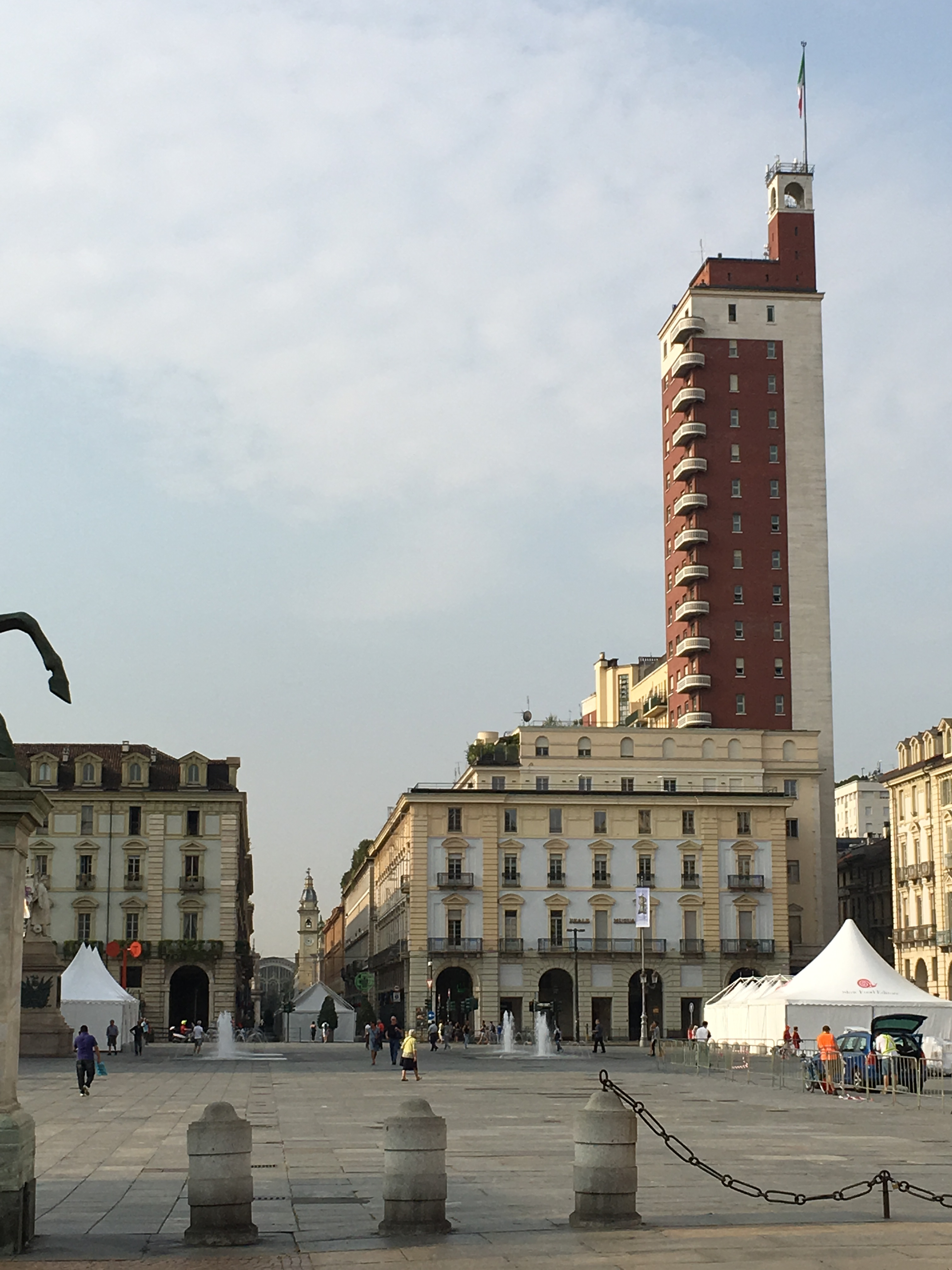
La Torre Littoria

El districte de San Donato troba entre Corso Francia, Corso Lecce, Corso Potenza, Via Nole, Parco Dora i Corso Principe Oddone. Va ser poblat des de l'època medieval, però es fa més gran durant el segle xix, prosperant al voltant del canal Canale di San Donato, que ja no existeix, actualment substituït pel carrer central del barri, Via San Donato. Els edificis del barri són relativament recents (al voltant de 1820), excepte el grup més antic de petites cases del barri de Brusachœr (edifici Palazzo Forneris) al llarg de la Via Pacinotti prop de la petita Piazza Paravia. La conservació del carrer i d'aquest antic edifici influeix en la rectitud de la Via San Donato, que fa una lleugera corba per donar lloc a la Via Pacinotti abans d'acabar a la cèntrica Piazza Statuto.
L'església principal del districte és la Chiesa di Nostra Signora del Suffragio e Santa Zita, que amb els seus 83 m d'alçada del seu campanar, és ben coneguda per ser la cinquena estructura més alta de la ciutat de Torí, després de la Mole Antonelliana, el gratacel Intesa-Sanpaolo, la Torre Littoria i els dos pennons de l'estadi Juventus. L'església acull l’Istituto Suore Minime di Nostra Signora del Suffragio i va ser promoguda i dissenyada per Francesco Faà di Bruno. Diu la llegenda, que va voler construir el campanar més alt del poble i posar un rellotge al cim, perquè tots els pobres coneguessin l'hora gratis. El petit edifici proper a l'església és el que queda de la Casa Tartaglino, un petit edifici residencial que també va ser ampliat i modificat per Faa di Bruno.
Villino Cibrario a Via Saccarelli és un altre edifici significatiu dissenyat per Barnaba Panizza el 1842. L'edifici estava dotat d'un gran jardí que es va eliminar per acollir el carrer. El barri té una gran concentració d'edificis històrics d'estil modernista dissenyats per l'arquitecte Pietro Fenoglio (entre d'altres, el prestigiós Villino Raby a Corso Francia 8). Altres edificis significatius són la Villa Boringhieri a Via San Donato, i altres edificis modernistes i neogòtics es troben a Via Piffetti i Via Durandi.
Entre els edificis moderns del barri, el més significatiu és, per descomptat, la Torre BBPR (que va prendre el nom del despatx d'arquitectura que la va dissenyar). L'edifici representa l'arquitectura italiana postracionalisme (mateix estil de la més coneguda torre Velasca a la ciutat de Milà). La torre està davant de la plaça central Piazza Statuto. El districte està travessat per algunes avingudes significatives: al Corso Svizzera, que travessa el districte de nord a sud, s'enfronta al Business Center Piero Della Francesca, on té les oficines de Tuttosport, un dels tres diaris esportius nacionals. També al Corso Svizzera, s'alça un dels hospitals més antics de la ciutat, l’Ospedale Amedeo di Savoia, especialitzat en malalties infeccioses. Altres avingudes importants són Corso Umbria i Corso Tassoni.
Una altra gran avinguda, que limita amb el districte per l'est, és Corso Principe Oddone, que antigament es trobava al llarg del ferrocarril cap a Milà. Actualment, el ferrocarril ha estat soterrat: l'avinguda s'ampliarà i tindrà el mateix estil arquitectònic que el sud de Corso Inghilterra al centre de la ciutat, convertint-se en una de les principals avingudes de Torí. La part nord del districte formava part de l'antic districte industrial de Torí, recentment reconvertit en un parc anomenat Parco Dora. Principalment, a San Donato la part reconvertida va ser la que ocupaven la planta de Michelin (a l'oest de Via Livorno) i les ferramentes FIAT (a l'est). A diferència d'altres parts del Parco Dora, aquesta part ha estat totalment reconvertida per aparcar sense deixar cap evidència de la zona industrial excepte per la torre de refrigeració que s'alça al llarg de Corso Umbria i es va convertir en un símbol del parc. Les obres s'han acabat a la zona oest, on el carrer Mortara s'ha tancat al trànsit i s'ha desplaçat una mica cap al nord i cobert per un túnel artificial. És possible accedir a la riba sud del riu Dora. Al sud del parc, una interessant arquitectura de diferents nivells acull un nou centre comercial anomenat Centro Commerciale Parco Dora. A l'est de Via Livorno, les obres encara estan parcialment en curs, amb el riu Dora encara per descobrir per una gran llosa, sobre la qual antigament hi havia les plantes FIAT). A l'oest de Via Livorno, el Parc del Medi Ambient és un centre de recerca d'energies renovables.

### Aurora

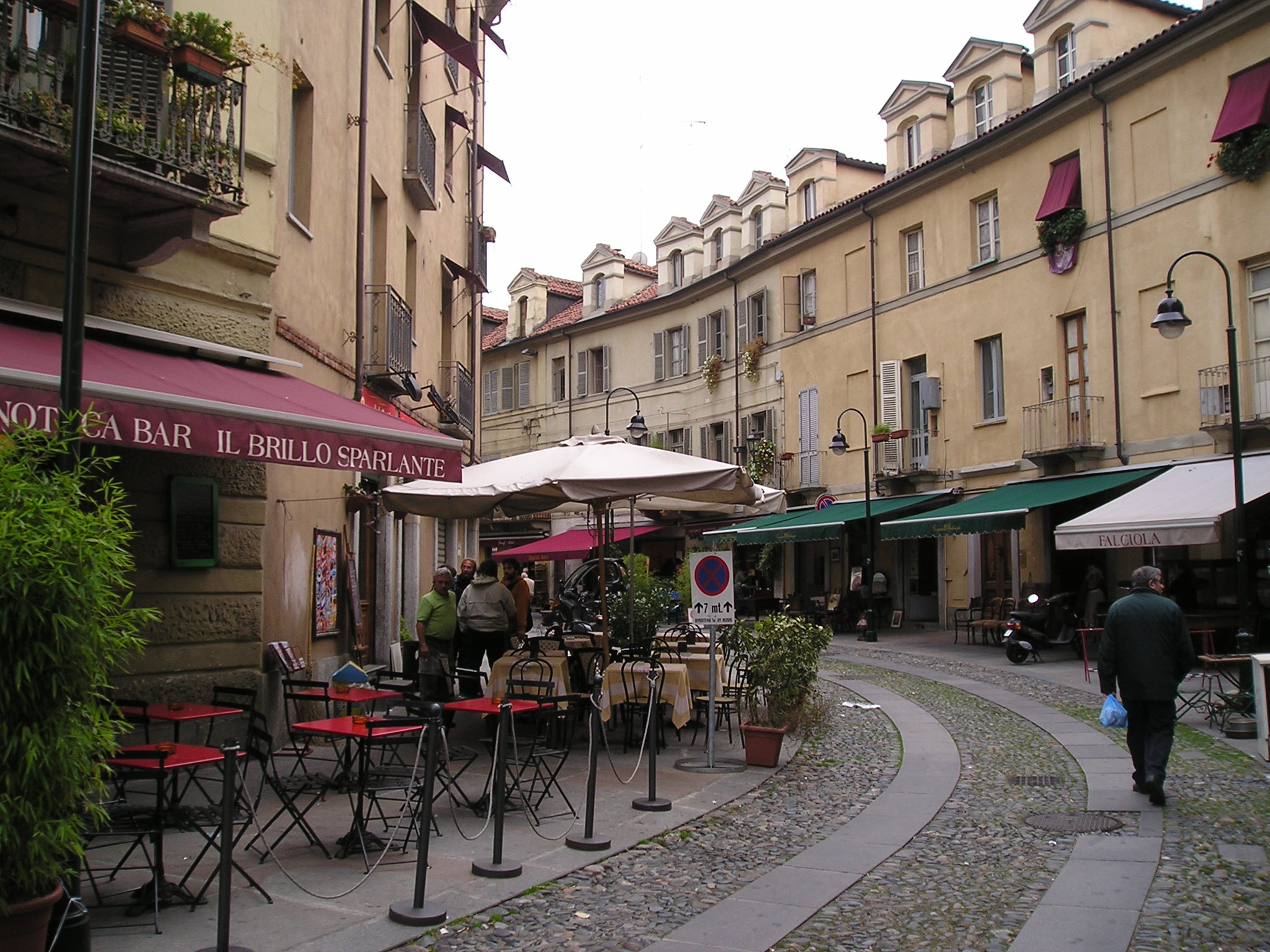
Petits carrers de Borgo Dora

Aurora és un dels barris més antics que es va desenvolupar a partir de les muralles medievals de la ciutat, al nord del centre històric de la ciutat. S'estén des dels límits nord del centre de Corso Regina Margherita (una via extensa i important de Torí) fins a Corso Vigevano i Corso Novara al costat nord (és a dir, l'antic límit d'impostos especials fins a principis del segle XX); el límit occidental és Corso Principe Oddone (ara part del bulevard Spina Centrale) i el límit oriental és el riu Dora.
El districte va rebre el nom d'Aurora per l'anomenada Cascina Aurora, una antiga granja situada al nord del riu Dora, just a la intersecció entre Corso Giulio Cesare i Corso Emilia. La masia ha estat enderrocada durant molt de temps i la zona s'ha convertit en edificis d'oficines, que va acollir la seu de l'empresa tèxtil de Torinesa Gruppo Finanziario Tessile (GFT) fins a principis del segle xxi.
El nucli històric del districte és Borgo Dora (el «barri de Dora»), un petit barri al costat de Porta Palazzo i tancat per Corso Regina Margherita, Via Cigna, el riu Dora i Corso Giulio Cesare. Una vegada conegut com a Borgo del Pallone o Balon en dialecte piemontès (locally [baˈlun]), aquest barri és famós pel seu mercatino del Balon o simplement Balon, el mercat de puces de Torí que obre cada dissabte als seus carrers diminuts i retorçats. Borgo Dora acull diversos llocs notables, com ara: Piccola Casa della Divina Provvidenza, també coneguda com a Cottolengo, una coneguda organització benèfica que funciona des de fa gairebé 200 anys a la ciutat; Arsenale della Pace, una antiga fàbrica d'armes que actualment acull la seu del SERMIG (Servizio Missionario Giovani), una associació sense ànim de lucre que ajuda a persones pobres i sense llar; Caserma Cavalli, un dels edificis més representatius del districte, una antiga caserna rematada per una torre del rellotge que acull actualment la Scuola Holden, una escola de narració i arts escèniques; l'evocador Cortile del Maglio, una zona de vianants coberta amb bars i discoteques. Davant del Cortile del Maglio i de l'Arsenale della Pace s'alça una àmplia zona de vianants que inclou un globus aerostàtic, una clara al·lusió a l'antic nom del barri Balon: recentment instal·lat, el globus està obert al públic que ara pot gaudir d'una interessant vista de la ciutat des d'aquest nou punt d'observació elevat.
Just als límits de Borgo Dora hi ha part del mercat obert de Porta Palazzo que acull la Nova Sala d'Exposicions, dissenyada per l'arquitecte italià Massimiliano Fuksas. L'edifici ha substituït el Mercat de la Roba, un dels quatre pavellons coberts del mercat de Porta Palazzo, però, malauradament, aquest edifici de vidre amb ombra verda ha estat molt criticat per la seva manca d'usabilitat per a activitats comercials, tot i que un exemple d'arquitectura contemporània.
Un altre edifici interessant als límits del barri és Porta Milano (també conegut com a stazione della Ciriè-Lanzo), una antiga estació de ferrocarril del segle xix que va marcar el terme de la línia de tren Ciriè-Lanzo fins als anys vuitanta. Avui en dia, l'estació ja no està en ús, així com els raïls fins a Piazza Baldissera. L'edifici de l'estació ha estat reformat recentment i ara acull algunes locomotores antigues, tot i que no està obert al públic. Malauradament, els antics raïls que travessen el barri estan totalment en desús i abandonats, afegint decadència a tota la zona.
Borgo Dora, com tantes altres butxaques d'Aurora, es caracteritza per la marcada multiètnia de la seva població, sent la llar d'una gran comunitat d'immigrants de països emergents.

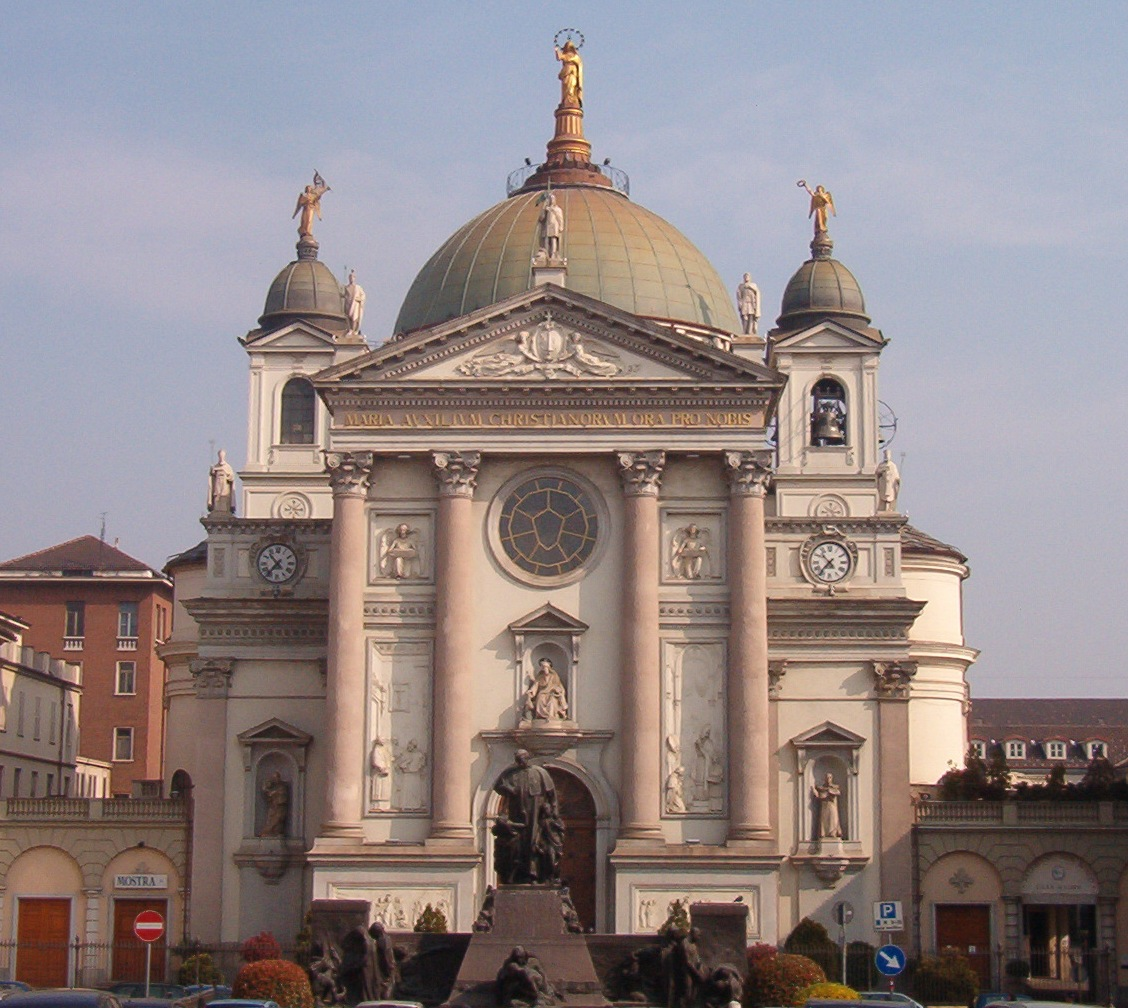
Santuari de Maria Ausiliatrice

A l'oest de Borgo Dora es troba Rione Valdocco, tancat per Via Cigna, Corso Regina Margherita, Corso Principe Oddone i el riu Dora. Aquest barri acull la significativa arquitectura del Santuario di Maria Ausiliatrice a la plaça homònima i darrere de l'església s'alça el cementiri antic de San Pietro in Vincoli.
En conjunt, les principals vies del costat oest d'Aurora són Via Cigna, que travessa el districte de nord a sud, Corso Vercelli, una avinguda històrica que comença al nord del riu Dora, i Corso Principe Oddone, part del llarg bulevard Spina Centrale que es construirà sobre el ferrocarril soterrani Torí-Milà. No obstant això, el projecte de Spina Centrale va lentament per la manca de fons i el bulevard encara està ocupat per un gran lloc de treball al llarg del seu tram. Un cop finalitzat, el districte d'Aurora es connectarà amb l'Est de San Donato, gràcies a una millor connexió entre les carreteres dels dos districtes adjacents (és a dir, Corso Ciriè continuarà a Corso Gamba i Strada del Fortino a Corso Rosai).
Pel que fa a la resta d'Aurora, el districte està travessat per una important via anomenada Corso Giulio Cesare, un llarg bulevard que s'estén des de Porta Palazzo fins a l'entrada de l'autopista Torí-Trieste a la franja urbana nord de Torí. Altres carreteres significatives són Corso Palermo, Via Bologna i Corso Regio Parco, principalment al costat est d'Aurora que es coneix com a Borgo Rossini. Encara que no sigui una carretera, el riu Dora també és un element significatiu per a tot el terme, ja que el travessa completament d'oest a est.

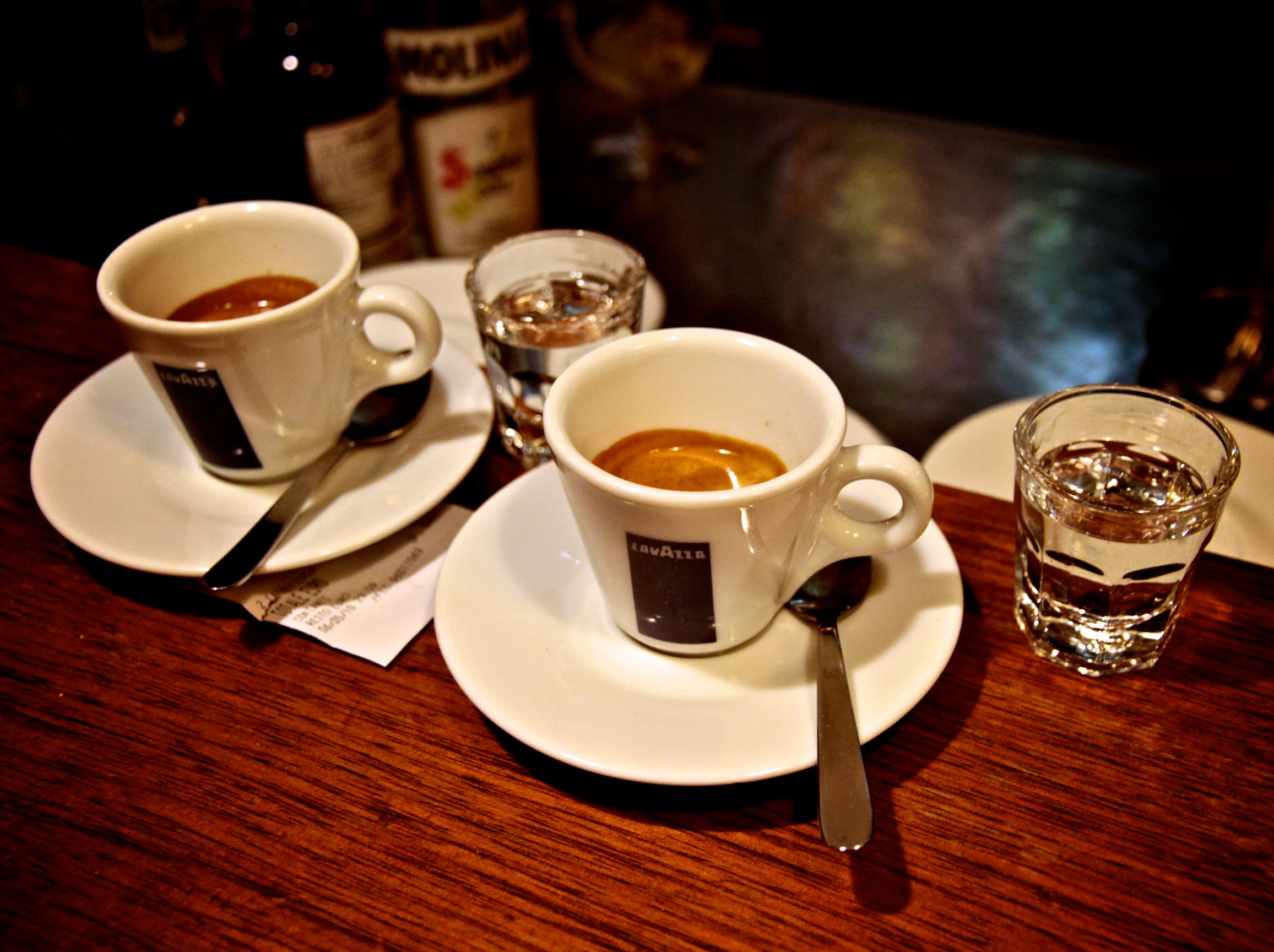
Lavazza, famosa marca de cafè de Torí

La zona al nord del riu inclou una barreja d'antics edificis residencials i restes d'antigues fàbriques i instal·lacions del segle xx. Un exemple són les restes de FIAT Officine Grandi Motori (OGM) a Corso Vigevano, una antiga fàbrica que produïa grans motors dièsel industrials i d'automoció, una mena de símbol de la història industrial de Torí. Una altra instal·lació en desús és l'Astanteria Martini (Departament d'Urgències de Martini) a Via Cigna, un antic servei d'urgències dels anys vint que fa temps que està buit.
Pel que fa als antics edificis residencials de la zona, aquesta part d'Aurora acull el bloc d'habitatge públic més antic de la ciutat, construït per l'Istituto Autonomo Case Popolari (IACP) l'any 1908 en lloc d'una antiga granja en ruïnes coneguda antigament com a Chiabotto delle Merle.
Malgrat el seu aspecte deteriorat, la famosa empresa de cafè Lavazza, juntament amb la IAAD School of Design, van escollir aquesta part de la ciutat com a ubicació per a la seva nova seu, que es construirà en un edifici contemporani anomenat Nuvola als límits de Borgo Rossini. Dissenyat per l'arquitecte Gino Zucchi, aquest projecte encara és una obra en curs, però les excavacions a la zona van revelar les restes d'un cementiri medieval i una basílica paleocristiana; aquestes troballes es conservaran i es mostraran al públic.
Borgo Rossini acull diverses empreses, per exemple, la botiga insígnia Robe di Kappa (Kappa és una famosa marca italiana de roba esportiva fundada a Torí) i Cineporto, també conegut com a La Casa dei Produttori (La casa dels cineastes, que acull la Fundació Torí Piedmont Film Commission).

### Vanchiglia

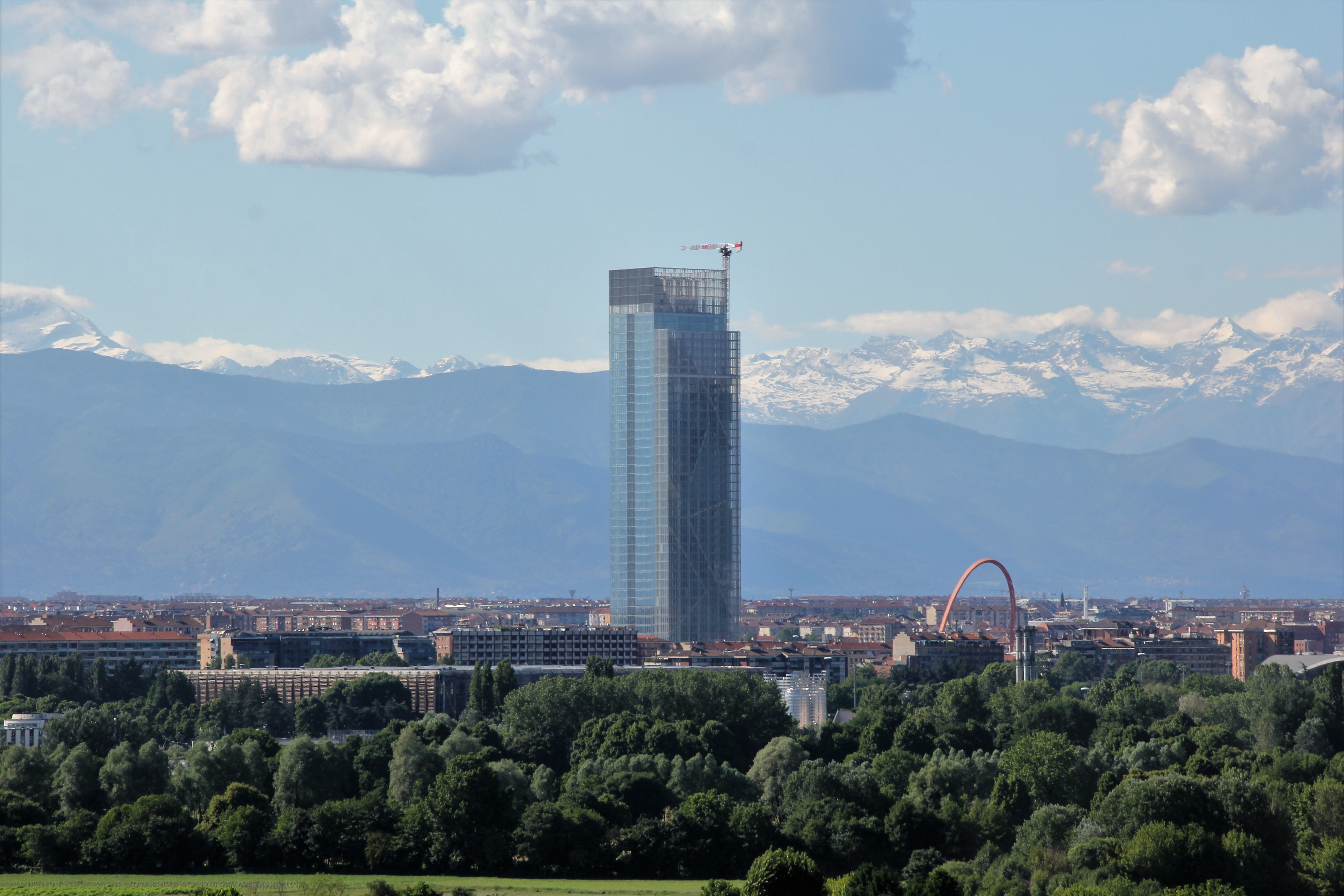
Seu de la Regió del Piemont (209 m), un dels gratacels més alts d'Itàlia

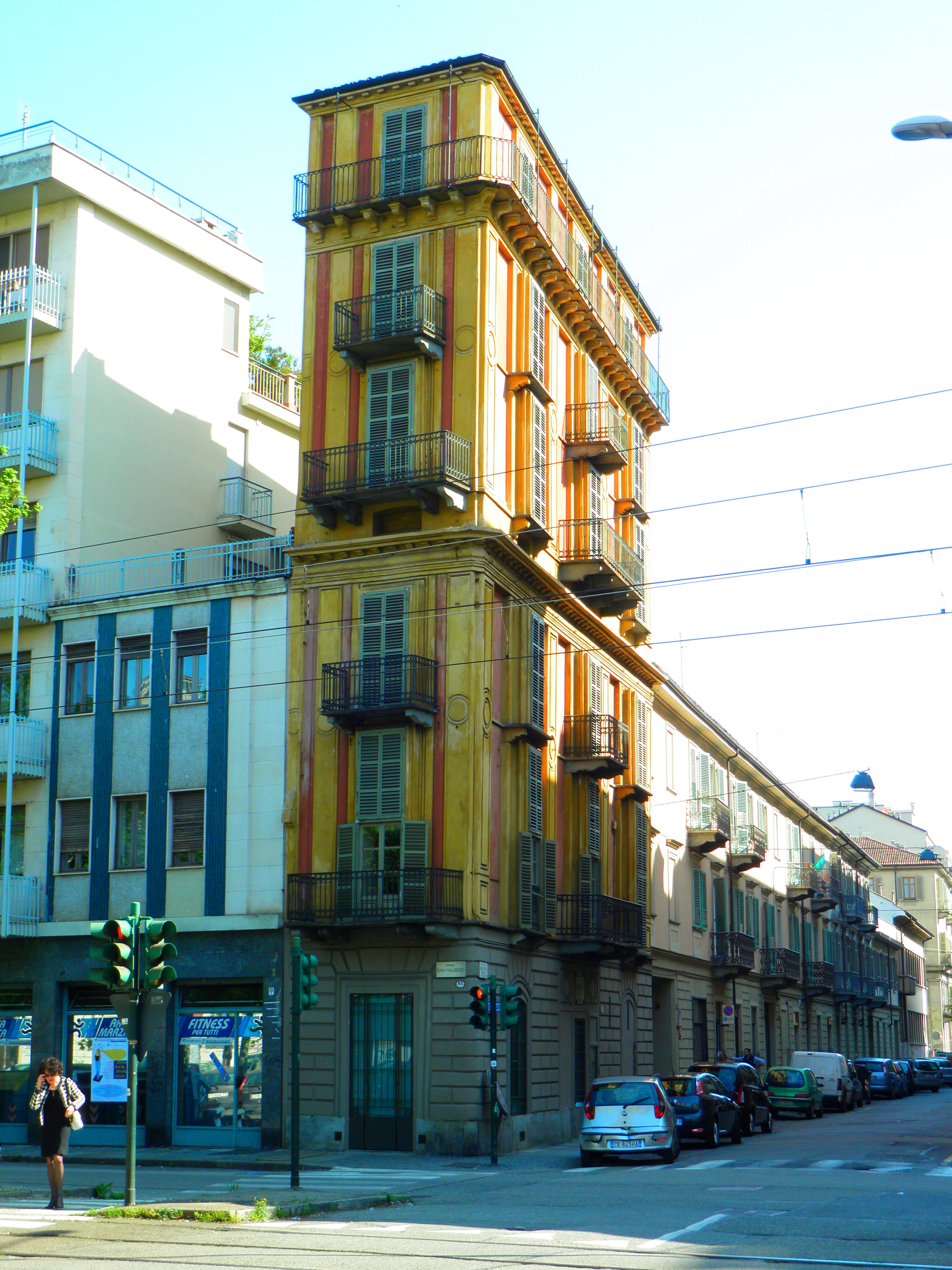
Fetta Di Polenta, vessant nord

Vanchiglia limita amb Corso San Maurizio, Corso Regio Parco i el riu Po, travessat també pel riu Dora Riparia i per dues grans avingudes, Corso Regina Margherita i Corso Tortona.
Borgo Vanchiglia és el barri històric: un petit triangle al costat del centre, situat entre Corso San Maurizio, Corso Regina Margherita i el riu Po. El barri és bastant popular avui dia perquè en estar molt més a prop del cor de la vida nocturna de Torí Piazza Vittorio Veneto, molts bars i restaurants han obert recentment en aquesta zona. Tanmateix, Vanchiglia també inclou la zona anomenada Vanchiglietta, al nord de Borgo Vanchiglia.
L'església notable de Borgo Vanchiglia és la Chiesa di Santa Giulia, neogòtica francesa, situada a la Piazza Santa Giulia.
Un edifici notable i inusual a la zona és l'anomenada Fetta di Polenta, antigament coneguda com a  Casa Scaccabarozzi. Aquest edifici és on el Corso San Maurizio es troba amb Via Giulia di Barolo, i és un dels exemples més peculiars de l'arquitectura de Torí: un prim trapezi de 27 metres d'ample a Via Giulia Di Barolo, 5 metres al Corso San Maurizio i només 0,70 metres d'ample a l'extrem contrari. Va ser dissenyat l'any 1840 per Alessandro Antonelli per a la seva dona, Francesca Scaccabarozzi, probablement a causa d'una aposta. El curiós nom prové de la forma del palau, que s'assembla a un «tall de polenta», i també perquè està pintat amb un color ocre.
Als voltants, a Via Vanchiglia 8, (tot i que és al centre i ja no realment a Vanchiglia) hi ha una altra casa trapezoidal, encara que amb un disseny menys extrem: de la mateixa manera, aquest edifici rep el sobrenom de "Fetta di Formaggio" (llesca de formatge), construït a 1832 per al ric marchès Birago di Vische de l'arquitecte Antonio Talentino.
Altres edificis destacables són els banys públics de la ciutat, edifici eclèctic construït l'any 1905 (Corso Regina Margherita travessant Via Vanchiglia), i el teatre Teatro della Caduta, inaugurat l'any 2003 a Via Michele Buniva 23, que amb les seves 45 places és el teatre més petit de Torí i entre els teatres més petits d'Europa.
Al Corso Regina Margherita, un altre edifici destacat és l'antiga Opera pia Reynero, una organització benèfica. L'edifici va ser construït l'any 1892. Abandonat durant molt de temps després de tancar-lo l'any 1996, va ser ocupat després pel Centre Social Askatasuna, una entitat anàrquica sense ànim de lucre, que acull des d'aleshores diverses activitats com concerts, sopars, seminaris i iniciatives solidàries sense llar.

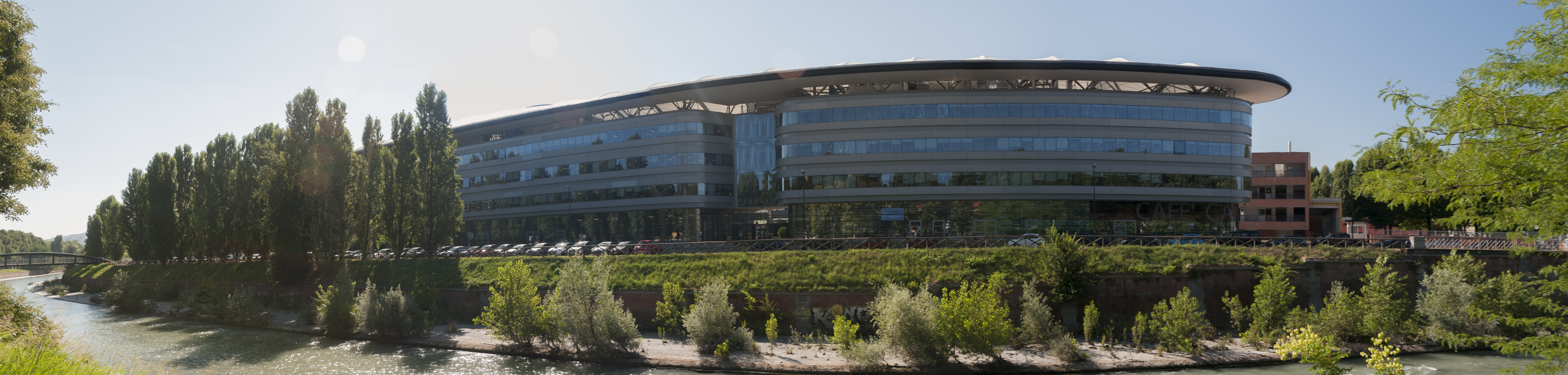
Campus Luigi Einaudi

Al nord de Corso Regina Margherita, el barri està perdent el sabor i l'arquitectura típics del centre de Torí, perquè una part important del districte estava antigament ocupada per fàbriques, avui dia parcialment abandonades o substituïdes per edificis moderns. Un exemple significatiu va ser la zona ocupada per les companyies de gas entre Corso Regina Margherita i el riu Dora, que van ser parcialment enderrocades per fer lloc al nou edifici modern de la Facultat de Dret (Campus «Luigi Einaudi»), dissenyat per l'arquitecte Norman Foster. Aquest edifici va ser classificat per la companyia de televisió nord-americana CNN entre els 10 edificis universitaris més espectaculars del món. Al pati del campus, Mario Ceroli ha erigit una gran estàtua de fusta que representa un toro (símbol de Torí). La zona també acull un campus d'estudiants.
Al costat del campus, el 16 d'abril de 2010 es va inaugurar un nou pont per a bicicletes i vianants al riu Dora, que uneix la zona del campus amb Corso Verona. Parco Colletta és un gran parc tocat pels dos rius del districte, que també acull algunes instal·lacions esportives, principalment camps de futbol i una piscina.
El barri es completa amb el Cimitero Monumentale. Aquest enorme complex (abans conegut com a Cimitero Generale) és el cementiri més gran de Torí, i entre els primers d'Itàlia pel nombre de persones enterrades (més de 400.000). És a prop del parc Colletta. La part antiga del cementiri s'aixeca des de l'entrada principal de Corso Novara amb la seva forma octogonal. Conté nombroses tombes històriques i 12 km d'arcades, enriquides amb escultures artístiques (per això s'anomena «cementiri monumental»). Al llarg dels anys s'han produït ampliacions posteriors del cos històric central en direcció al parc de Colletta. Al cementiri, hi ha un temple crematori construït l'any 1882, un dels més grans d'Itàlia.

## Cultura

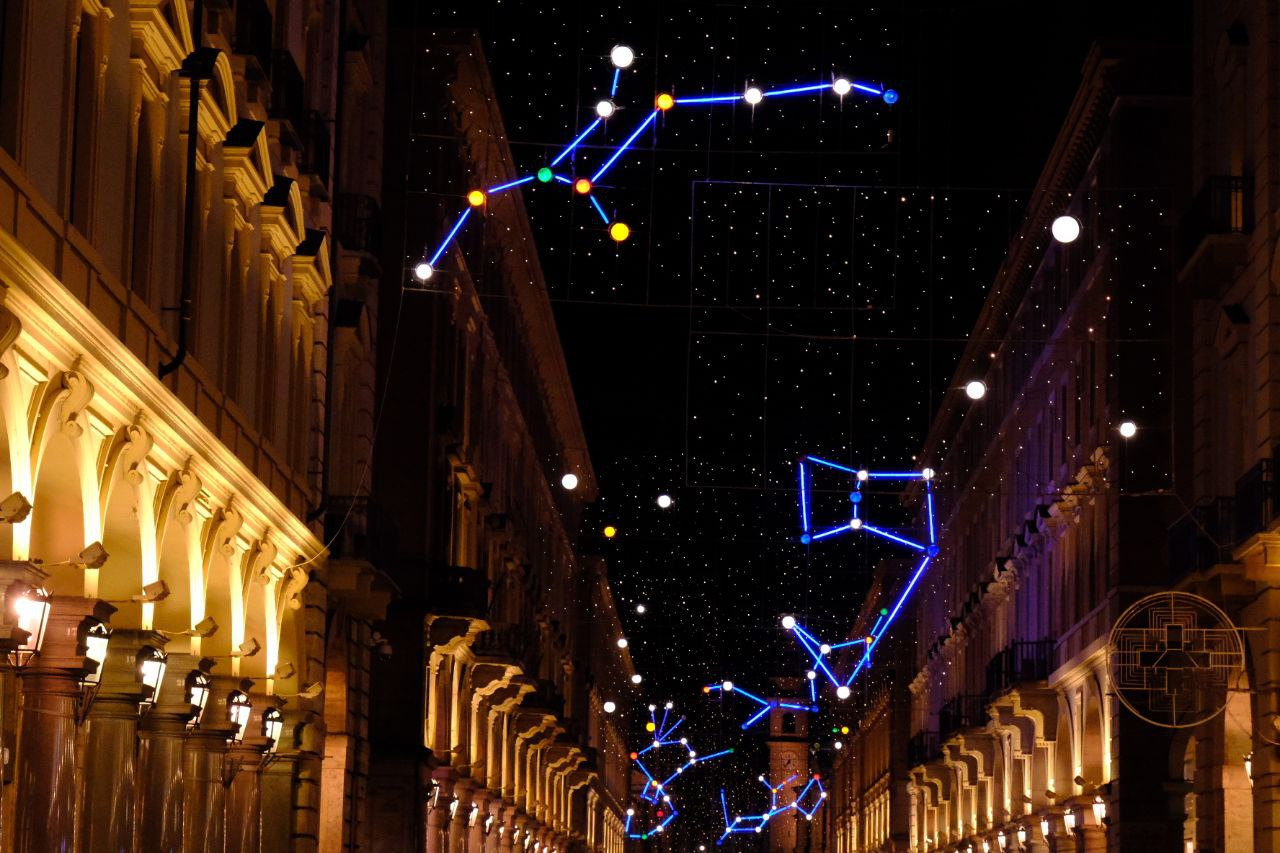
Planetari (Luci d'Artista) de Carmelo Giammello. Torí, 2024.

La ciutat és la seu de la Università degli Studi di Torino, que el 2004 va celebrar 600 anys d'història, i del Politecnico di Torino, ateneu universitari per a la formació d'enginyers i arquitectes.
A Torí tenen la seu algunes importants editorials italianes com UTET, Einaudi i Bollati Boringhieri, i l'orquestra simfònica nacional de la Rai.
Durant les festes de Nadal, les il·luminacions especials de la ciutat s'encarreguen a artistes contemporanis: són les anomenades Luci d'Artista (llums d'artista), una manifestació que s'estén de novembre a mitjan gener.

## Esport
La ciutat és famosa pels seus equips de futbol (la Juventus FC i el Torino), i fou la seu dels Jocs Olímpics d'Hivern del 2006. Un any més tard, el 2007, hi tingué lloc la Universíada d'hivern.
El 4 de maig de 1949, l'equip sencer de futbol del Torino (llavors el més important de la lliga italiana), quan tornava d'un partit amistós a Lisboa, va morir tràgicament en un accident aeri quan l'avió va xocar contra la part posterior de la basílica de Superga, en un dels turons de Torí. Entre els que hi van perdre la vida hi havia Valentino Mazzola, pare de Ferruccio i Sandro Mazzola (que més endavant arribarien a ser també grans jugadors de futbol).

## Poblacions properes
Torí està envoltada de diverses petites ciutats de la Província de Torí com Grugliasco, Rivoli, Orbassano, Moncalieri, Avigliana, Buttigliera Alta, Gassino Torinese, etc., la qual cosa en fa una de les principals àrees metropolitanes d'Itàlia.

## Torinesos notables i personalitats relacionades amb Torí
- Giovanni Agnelli, industrial i empresari, copropietari i director de la Fiat
- Amedeo Avogadro, físic, va enunciar la llei d'Avogadro
- Alessandro Barico (1958) escriptor. Premi Médicis estranger de l'any 1995.
- Camillo Benso, comte de Cavour, polític, artífex de la unitat italiana
- Norberto Bobbio, pensador i historiador polític
- Sant Joan Bosco, noble sacerdot, que donà la seva vida per estudiar
- Carla Bruni, model, compositora i intèrpret de cançons
- Galileo Ferraris, enginyer, descobridor dels camps magnètics rotatius i inventor del motor elèctric altern
- Sonia Gandhi, política índia nascuda prop de Torí, presidenta del Congrés Nacional Indi
- Stanislao Gastaldon, compositor musical
- Felice Giardini, compositor musical
- Piero Gobetti, periodista i polític socialista
- Jean-Pierre Guignon (1702-1774) violinista francoitalià que contribuí poderosament a la difusió d'aquest instrument
- Joseph Louis Lagrange, matemàtic i astrònom, va posar les bases de la futura teoria de grups
- Primo Levi, novel·lista, va relatar les seves experiències al camp de concentració d'Auschwitz
- Salvador Luria (1912-1991), metge, Premi Nobel de Medicina o Fisiologia de l'any 1969
- Rita Levi-Montalcini (1909-2012) neuròloga, Premi Nobel de Medicina o Fisiologia de l'any 1986.
- Friedrich Wilhelm Nietzsche, filòsof
- Cesare Pavese, escriptor piemontès, conegut per la seva faceta de novel·lista i poeta
- Felice Alessandro Radicati (1778-1823), compositor musical
- Sofia Scalchi (1850-1922), cantant d'òpera (contralt).
- Paolo Soleri, arquitecte nascut a Torí, inventor de l'Arcologia
- Alessandro Terracini (1889-1968), matemàtic
- Umberto Tozzi, cantant i compositor
- Carolina Navone-Betti, (1871-1950), arpista.
- Giulia Parravicini, (1769 - després de 1827) violinista.
- Alessandro La Marmora, (1799-1855), general italià.

## Ciutats agermanades
- - Barcelona (Catalunya)
- - Campo Grande (Brasil)
- - Chambéry (França)
- - Colònia (Alemanya)
- - Córdoba (Argentina)
- - Detroit (Estats Units)
- - Esch-sur-Alzette (Luxemburg)
- - Gaza (Palestina)
- - Glasgow (Escòcia)
- - Lieja (Bèlgica)
- - Lilla (França)
- - Nagoya (Japó)
- - Quetzaltenango (Guatemala)
- - Rotterdam (Països Baixos)
- - Salt Lake City (Estats Units)
- - Shenyang (Xina)
- - Volgograd (Rússia)